# 오하이오 주립 대학교

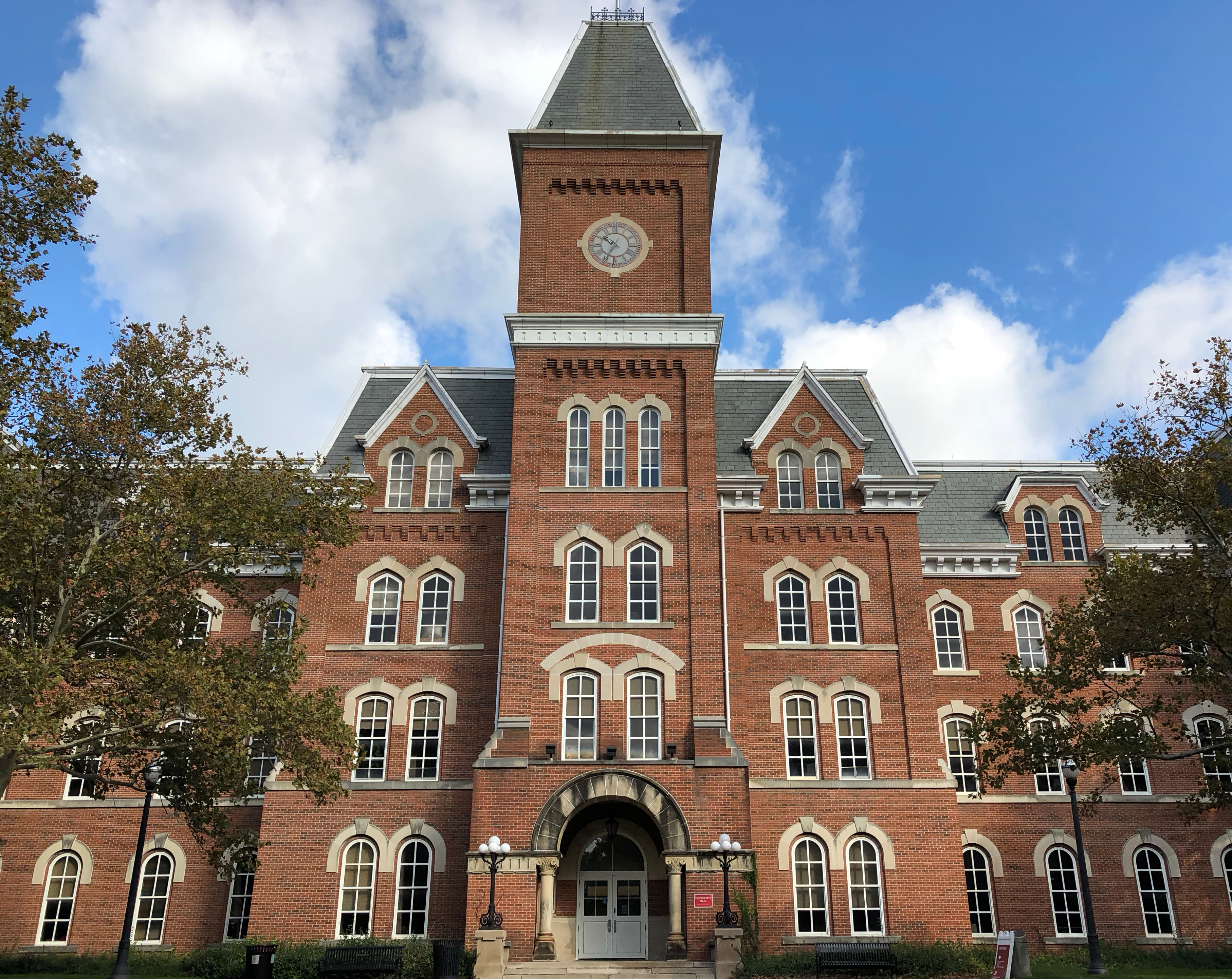
University Hall

오하이오 주립 대학교(영어: The Ohio State University, 줄여서 (t)OSU)는 미국 공립 대학으로 미국 오하이오주의 주도인 콜럼버스에 위치한 연구 중심 공립 대학이다. 퍼블릭 아이비리그의 일원이며, 오하이오 주를 대표하는 플래그십(Flagship) 대학인 동시에 Big 10 소속이다. 약 58만명 이상의 동문들이 활동하고 있으며 강력한 동문 인프라를 자랑하는 대학 중 하나다.
특히 의대, 경영대, 공대, 약대는 북미 전역으로 명성을 날리고 있으며 최고의 아웃풋을 자랑한다. 그 외에도 대부분의 학과가 미국 전체 프로그램 30위 안에 포함된다. 학교 공식 이름 앞에 "The"가 붙는 몇 안되는 대학 중 하나이며, 이는 다른 OSU 약자를 가진 학교들과 차이점을 두고 주를 대표하는 대학임을 암시하기 위함이다. 또한, 대외적으로 주를 대표하는 플래그십 대학 이름은 "University of (주 이름)" 형식이지만 오하이오 주립 대학교는 예외적으로 "(주 이름) State University" 형식이다.

## 역사

### 학교 역사
1870년 개교한 이후 현재에 이르고 있으며 미국내 학생 수가 3번째로 많은 대학이다. 1916년도 미국 대학 협회의 멤버로 선정되었으며 매년 빠르게 성장하고 있는 대학이다. 또한, 현재 한국의 대학에 재직중인 교수를 4번째로 많이 배출한 해외 대학이기도 하다.

### 위치
오하이오 주립 대학이 위치한 콜럼버스는 미국에서 14번째로 인구가 많은 도시로 약 90만명이 거주하고 있으며 도시권 인구는 약 185만명으로 추정된다. 주의 중앙부에 위치하며 신시내티, 클리블랜드와 더불어 오하이오 3대 도시로 불리고 있다.

### 졸업 연설
오하이오 주립 대학교는 매년 주요인사들이 졸업 연설을 하는 것으로 유명하다. 미국의 제 44대 대통령 버락 오바마 (2013년 5월), 제 43대 대통령 조지 W. 부시 (2002년 6월), 제42대 대통령 빌 클린턴 (2007년 6월), 제 41대 대통령 조지 H. W. 부시 (1983년 6월), 애플의 CEO 팀 쿡 (2020년 5월), JP Morgan의 CEO 제이미 다이먼 (2021년 5월), 미국의 우주비행사 닐 암스트롱 (1971년 6월), 미국의 병리학자 앤서니 파우치 (2016년 5월), 저널리스트 파리드 자카리아 (2019년 5월) 등이 졸업 연설을 하였다.

## 평가

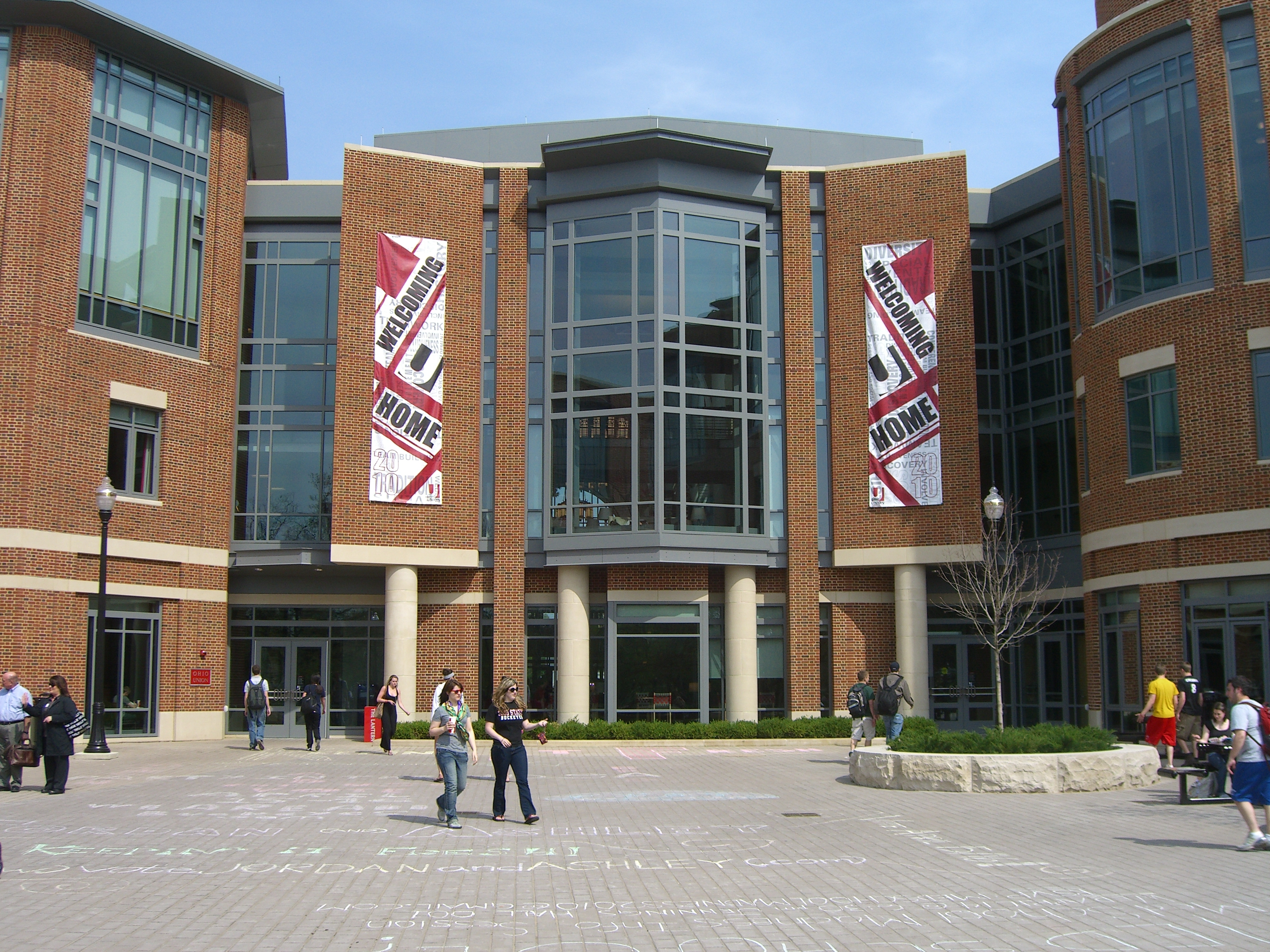
Ohio Union

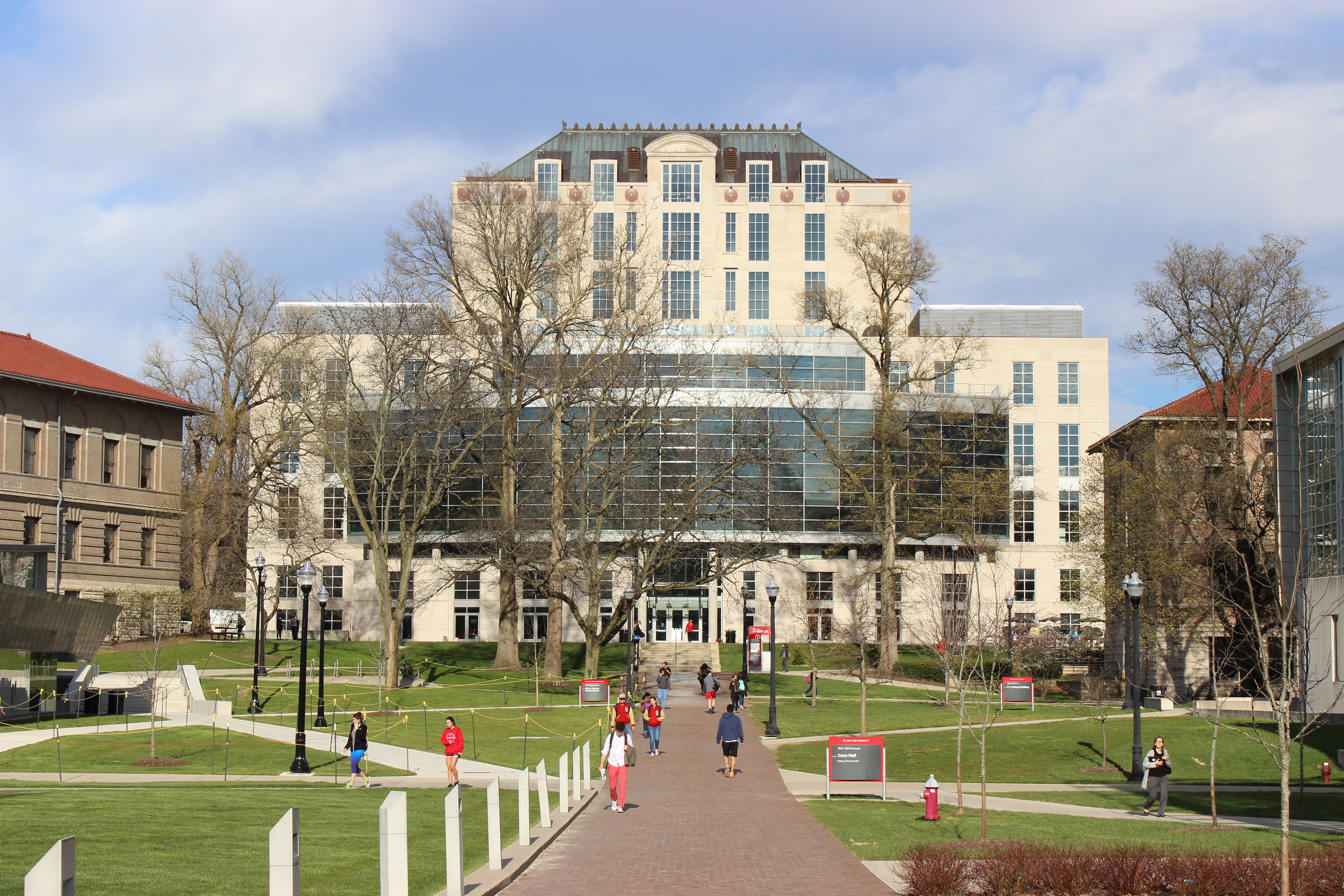
Thompson Library

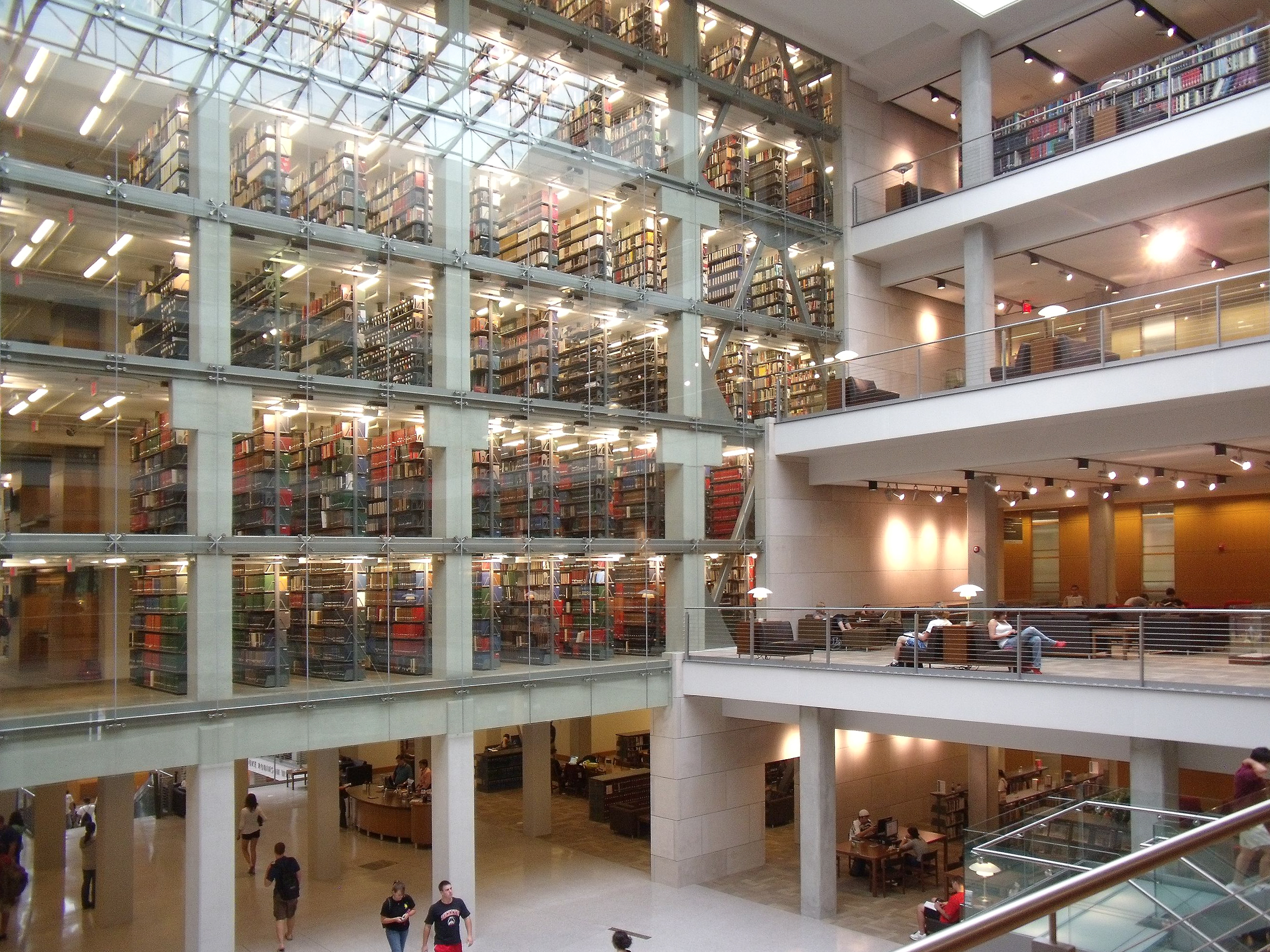
Thompson Memorial Library

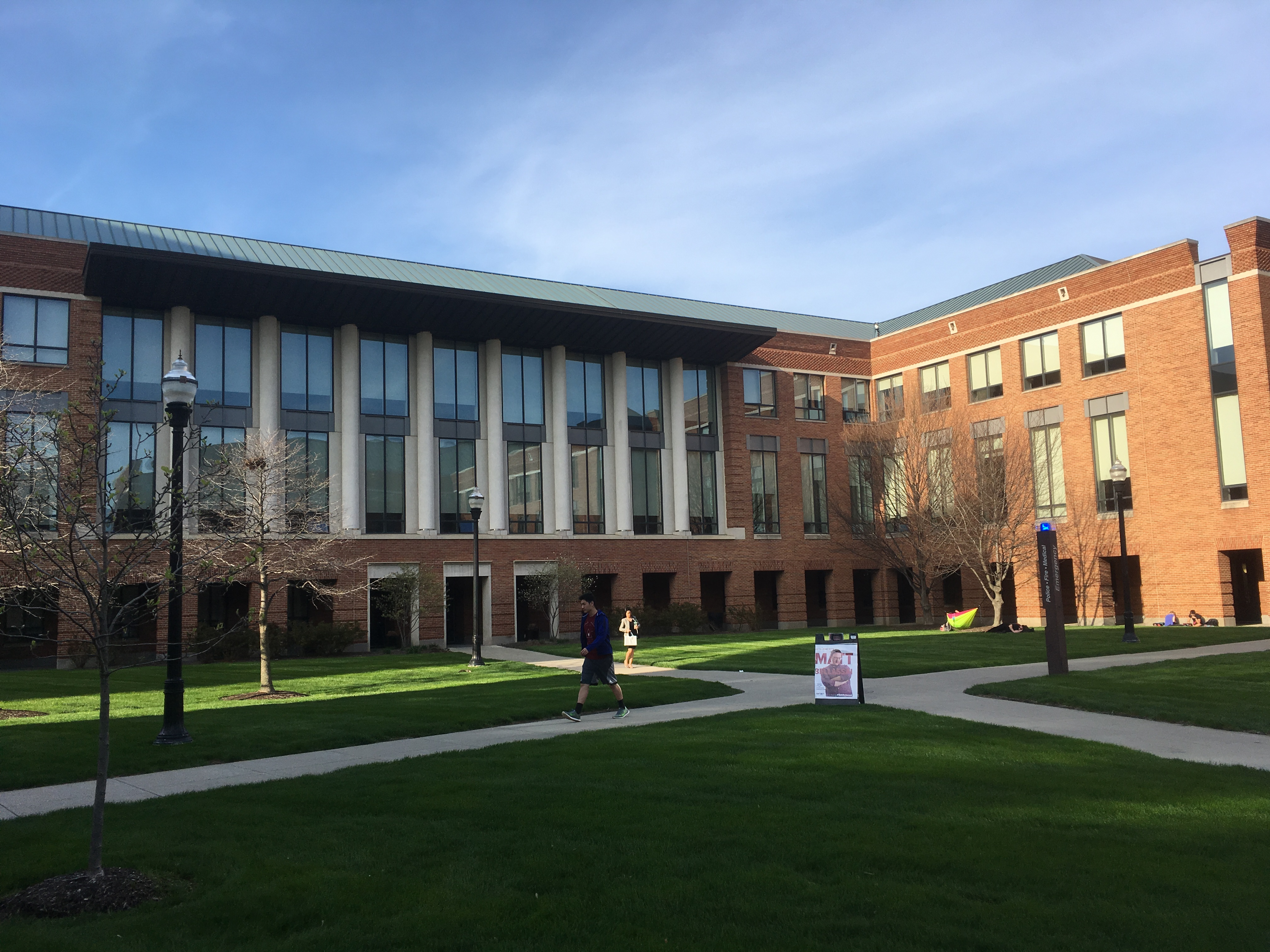
Gerlach Hall

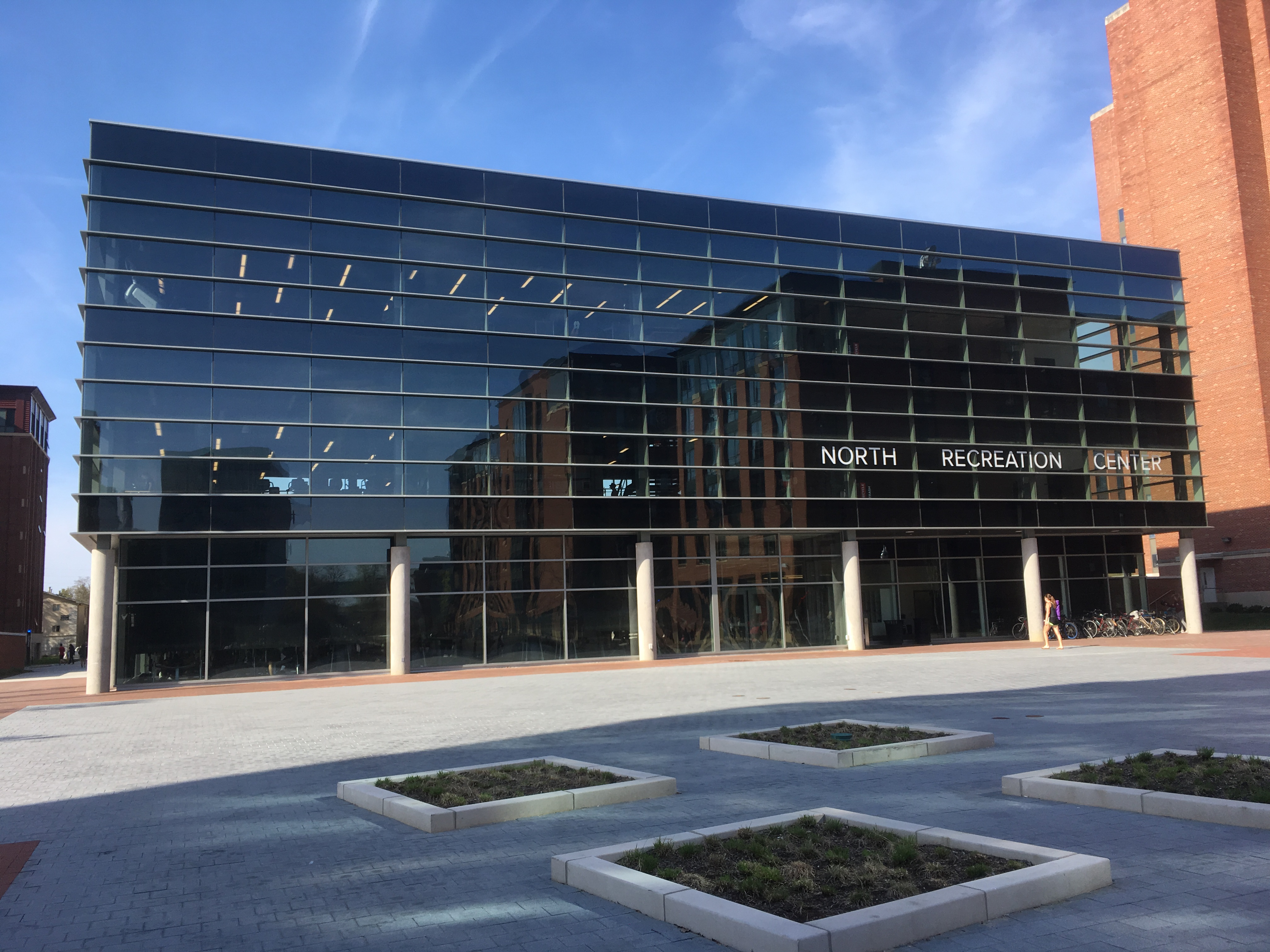
North Rec Center

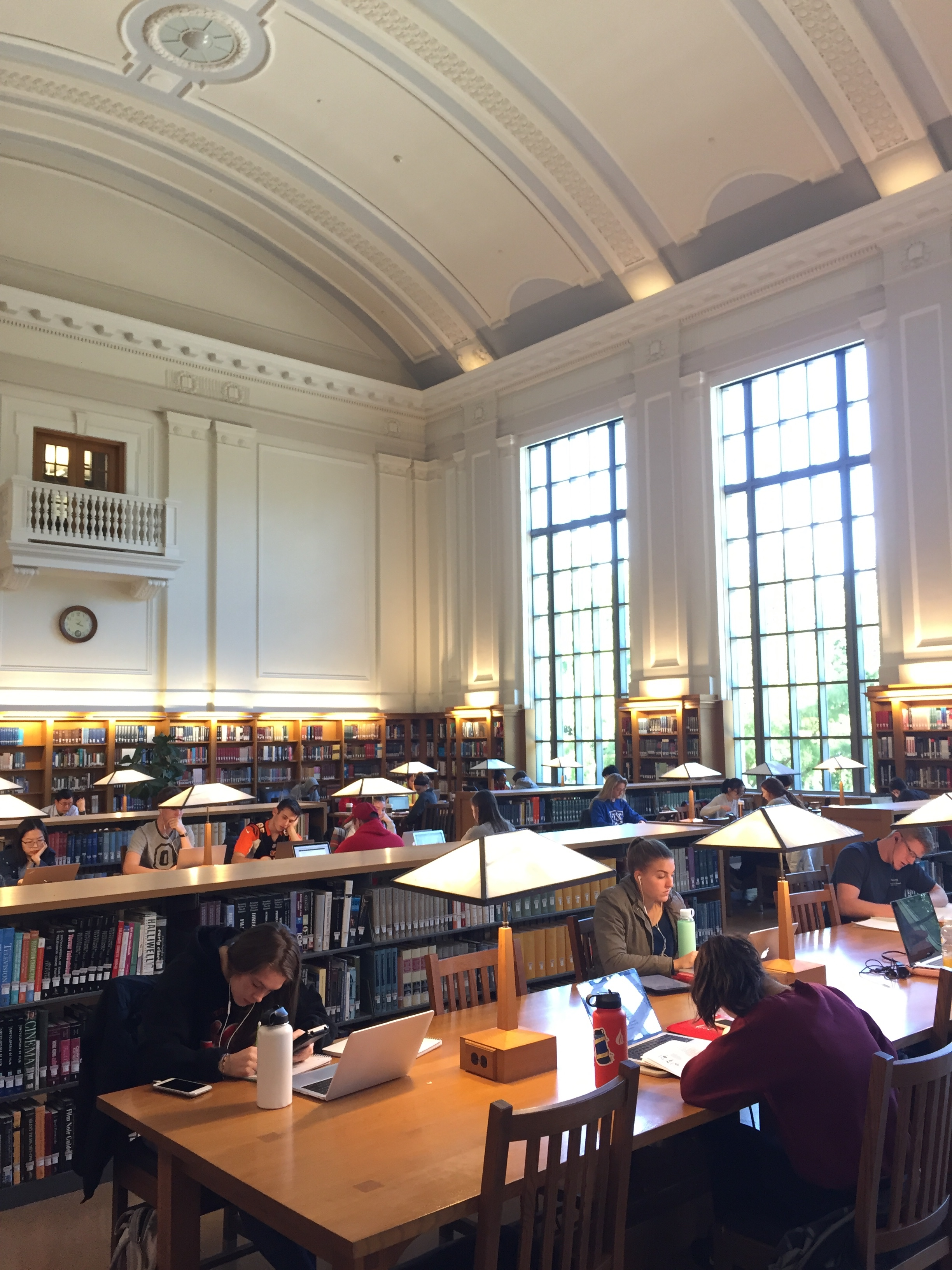
Thompson Library 내부

### 대학 순위
US News & World Report
- 2021년 시즌, 세계 대학 순위 45위, 전미 공동 53위, 전미 공립대학 공동 17위에 기록되었다.[9]

타임스 고등교육 세계 대학 랭킹
- 2021년 시즌, 세계 대학 순위 80위에 기록되었다.

QS 세계 대학 랭킹
- 2021년 시즌, 세계 대학 순위 108위, 전미 58위에 기록되었다.

Niche
- 2021년 시즌, Overall 점수: A+
- 상세 점수: Academic: A / Diversity: A / Athletics: A+ / Professors: A / Dorms: B / Student Life: A+ / Value: A / Campus: A / Safety: C / Party Scene: A+ / Location: A / Campus Food: A+

### 학과 순위
2021년 기준 오하이오 주립 대학교는 200개 이상의 학과를 제공하고 있다.
US News & World Report 기준
인문계 프로그램:
- Production / Operation Management 4위
- Supply Chain Management / Logistics 4위
- 회계학 (Accounting) 10위
- 청각학 (Audiology) 10위
- Quantitative Analysis 11위
- 사회학 (Sociology) 14위
- 정치학 (Political Science) 15위
- Management 15위
- 신문방송학 (Communication) 15~20위
- 경영대학 (Fisher College of Business) 16위
- 사회 복지학 (Social Work) 17위
- 금융학 (Finance) 18위
- 교육대학원 (Education School) 18위
- 특수교육학과 (Special Education) 21위
- 심리학 (Psychology) 24위
- 국제경영 (International Business) 29위
- 경제학 (Economics) 29위
- 법과대학 (Moritz College of Law) 30위

이공계 프로그램:
- 약학대학(College of Pharmacy) 7위
- 생물공학 (Biological Engineering) 7위
- 간호학 (Nursing: doctorate) 8위
- 물리치료학과 (Physical Therapy) 10위
- 재료공학 (Materials Engineering) 13위
- 산업공학 (Industrial Engineering) 14위
- 항공우주공학 (Aerospace Engineering) 18위
- 컴퓨터공학 (Computer Science & Engineering) 20위
- 기계공학 (Mechanical Engineering) 21위
- 화학공학 (Chemical Engineering) 21위
- 물리학 (Physics) 23위
- 토목공학 (Civil Engineering) 25위
- 화학 (Chemistry) 26위
- 전기공학 (Electrical Engineering) 27위
- 통계학 (Statistics) 27위
- 공과대학 (College of Engineering) 28위
- 의과대학 (College of Medicine) 32위
- 의공학 (Biomedical Engineering) 33위
- 환경공학 (Environmental Engineering) 41위

### 단과 대학
- College of Dentistry
- College of Education and Human Ecology
- College of Engineering
- College of Food, Agricultural, and Environmental Sciences
- College of Medicine
- College of Nursing
- College of Optometry
- College of Pharmacy
- College of Public Health
- College of Social Work
- College of Veterinary Medicine
- College of Arts and Sciences
- John Glenn College of Public Affairs
- Max M. Fisher College of Business
- Moritz College of Law

### 대학 입결
2020년 기준, 신입학생들의 평균 ACT (시험) 점수는 27~32점(36점 만점)이며 평균 SAT 점수는 1270~1420점(1600점 만점)으로 기록되어있다. 또한, 신입학생들 중 53%는 교내 상위 10프로 내에 들었던 학생들이며 평균 GPA(학점)는 4.0점 만점에 3.83점이다. 특히 공과대학(College of Engineering) 신입학생들의 경우 평균 ACT (시험) 점수와 SAT 점수는 각각 31점, 1374점으로 더 높게 기록되었으며, 97.8%의 신입학생들이 교내 상위 25프로 안에 들었던 것으로 기록되어있다.

## 연구

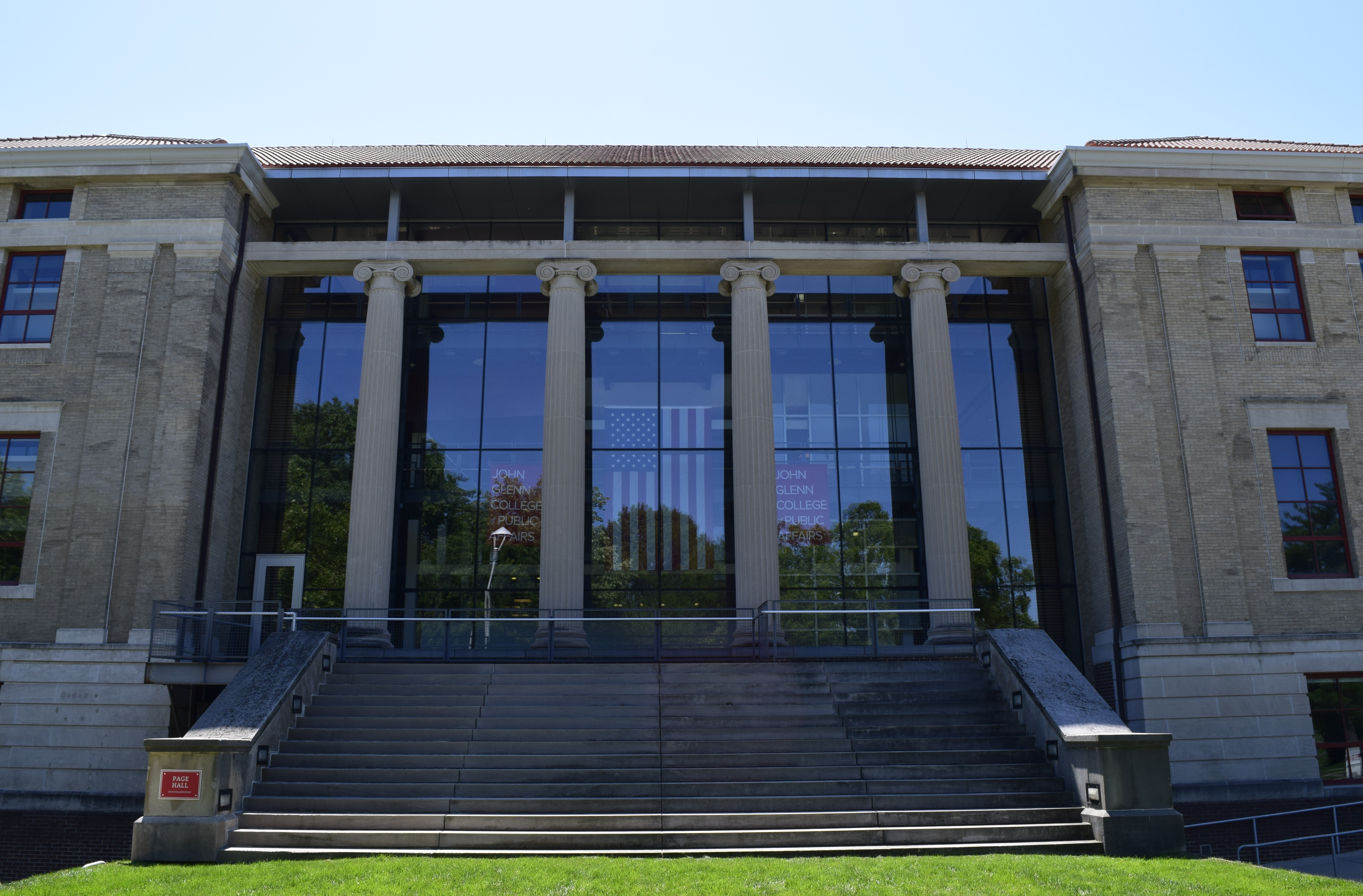
Page Hall

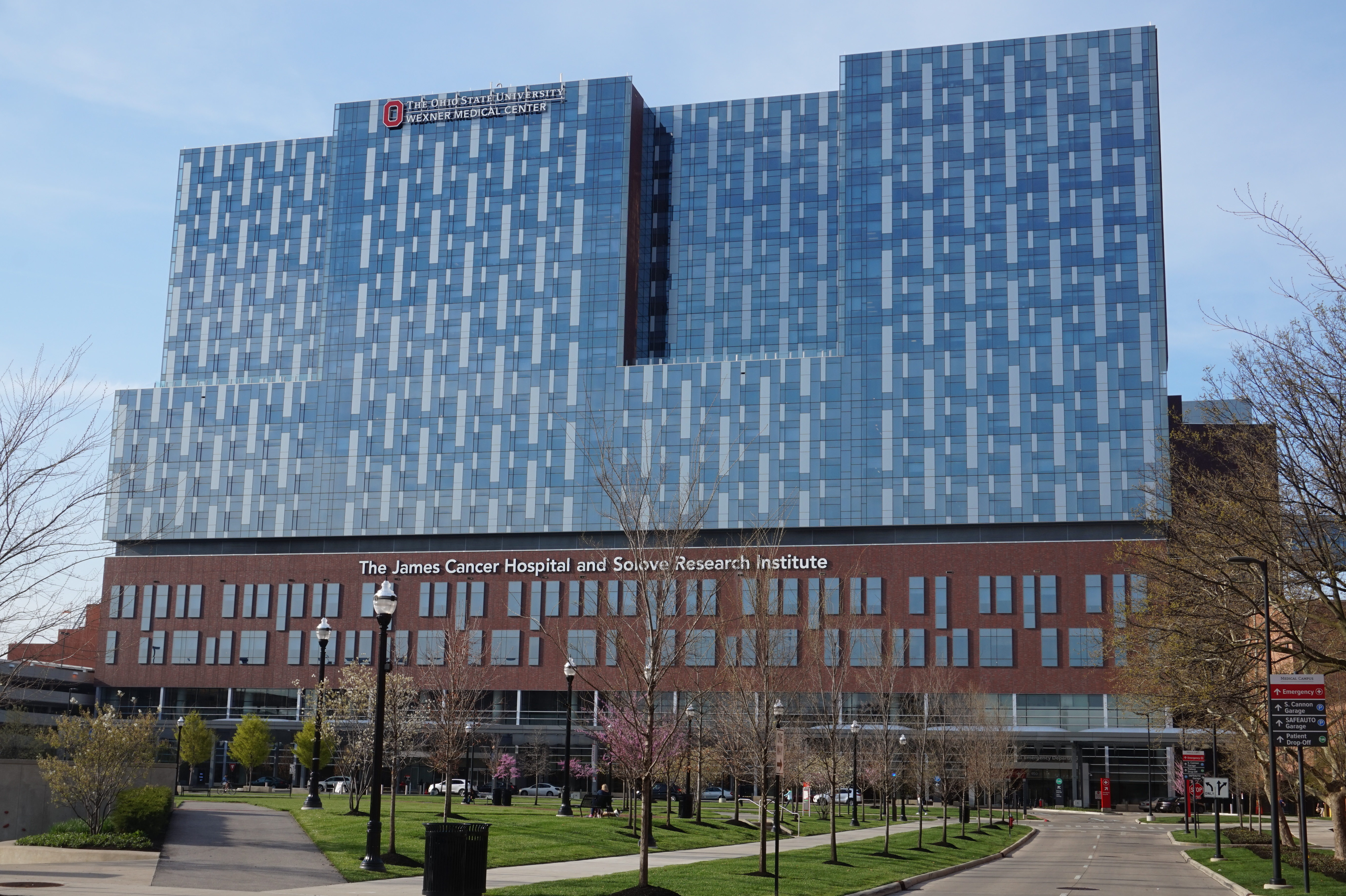
The James Cancer Hospital

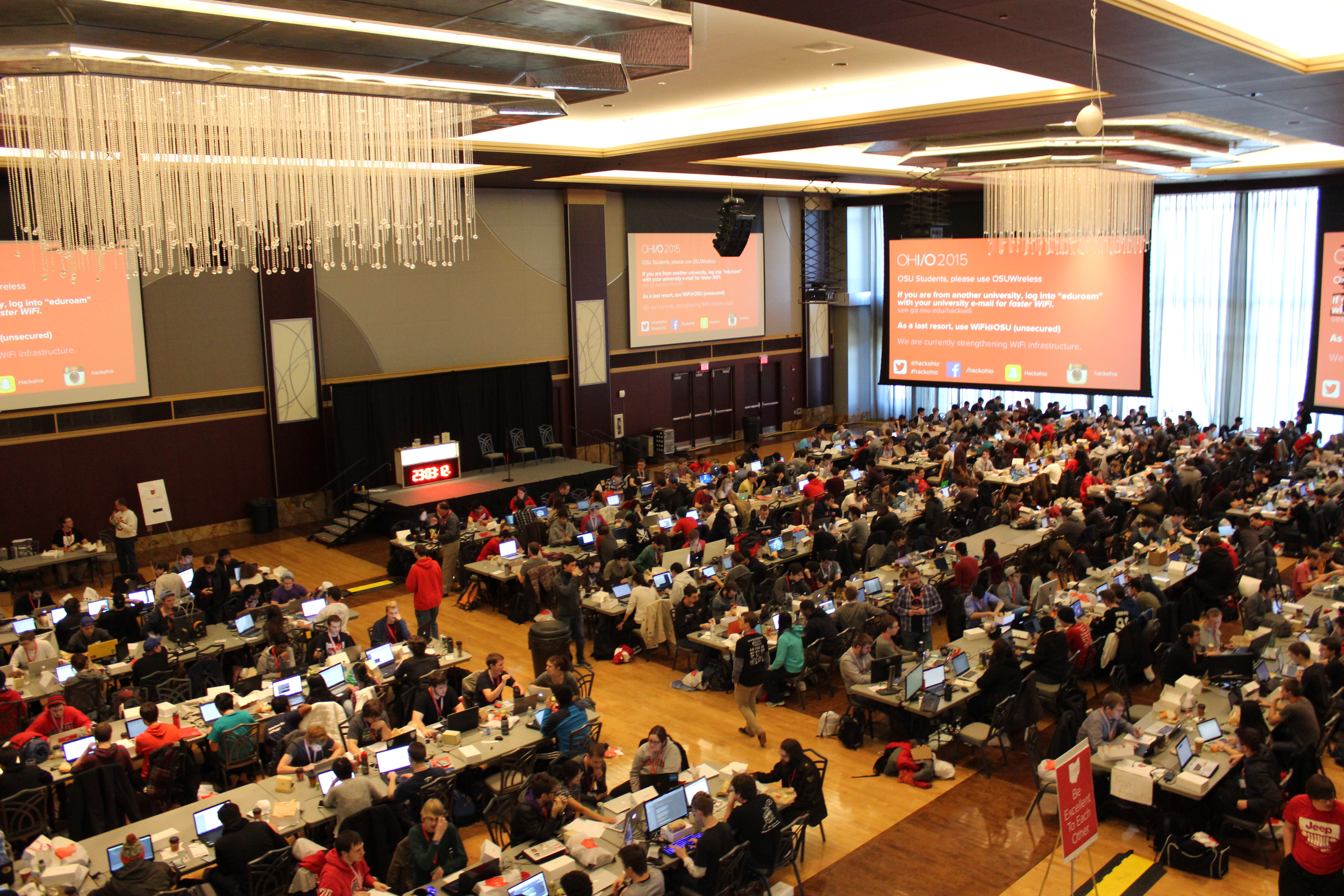
Hackathon(프로그래밍) 대회

### 연구 비용
2017년도 기준 연구비로 쓰인 비용은 약 9,614억원으로 미국 내 대학 중 11위이며 공립 대학만 보면 7위다. 특히 산업체 지원의 연구(Industry-sponsored research) 측면에서는 미국 내 대학 중 3등에 올랐다.

### 연구 시설
- Aeronautical/Astronautical Research Laboratory
- Byrd Polar Research Center
- Center for Automotive Research (OSU CAR)
- Chadwick Arboretum
- Biomedical Research Tower
- Biological Sciences Building
- CDME
- Comprehensive Cancer Center
- David Heart and Lung Research Institute
- Electroscience Laboratory
- Large Binocular Telescope (LBT, originally named the Columbus Project)
- Mershon Center for International Security Studies
- Museum of Biological Diversity
- National Center for the Middle Market
- Stone Laboratory on Gibraltar Island, OH
- Center for Urban and Regional Analysis
- Ohio Agricultural Research and Development Center

## 캠퍼스

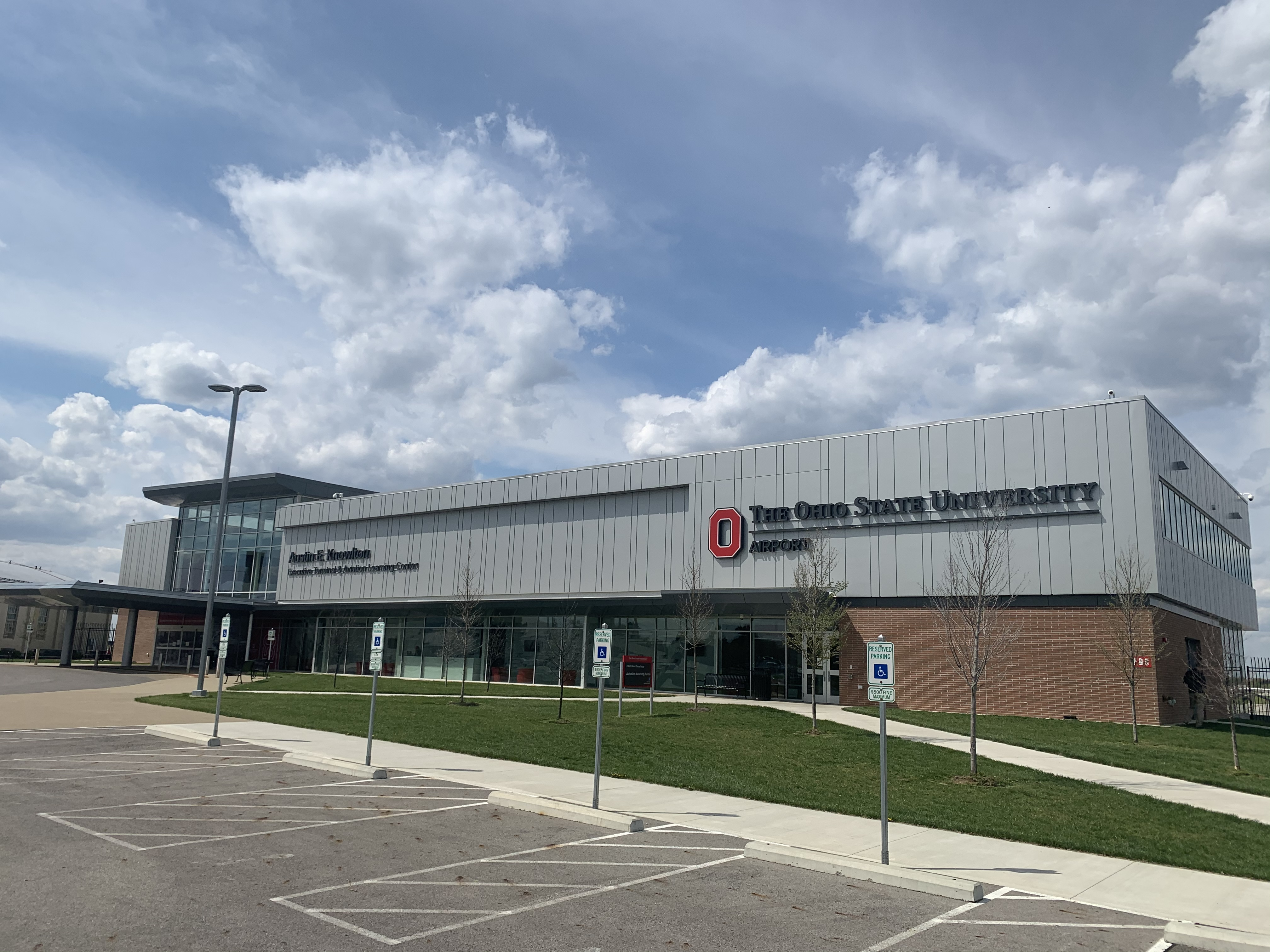
오하이오 주립 대학 공항

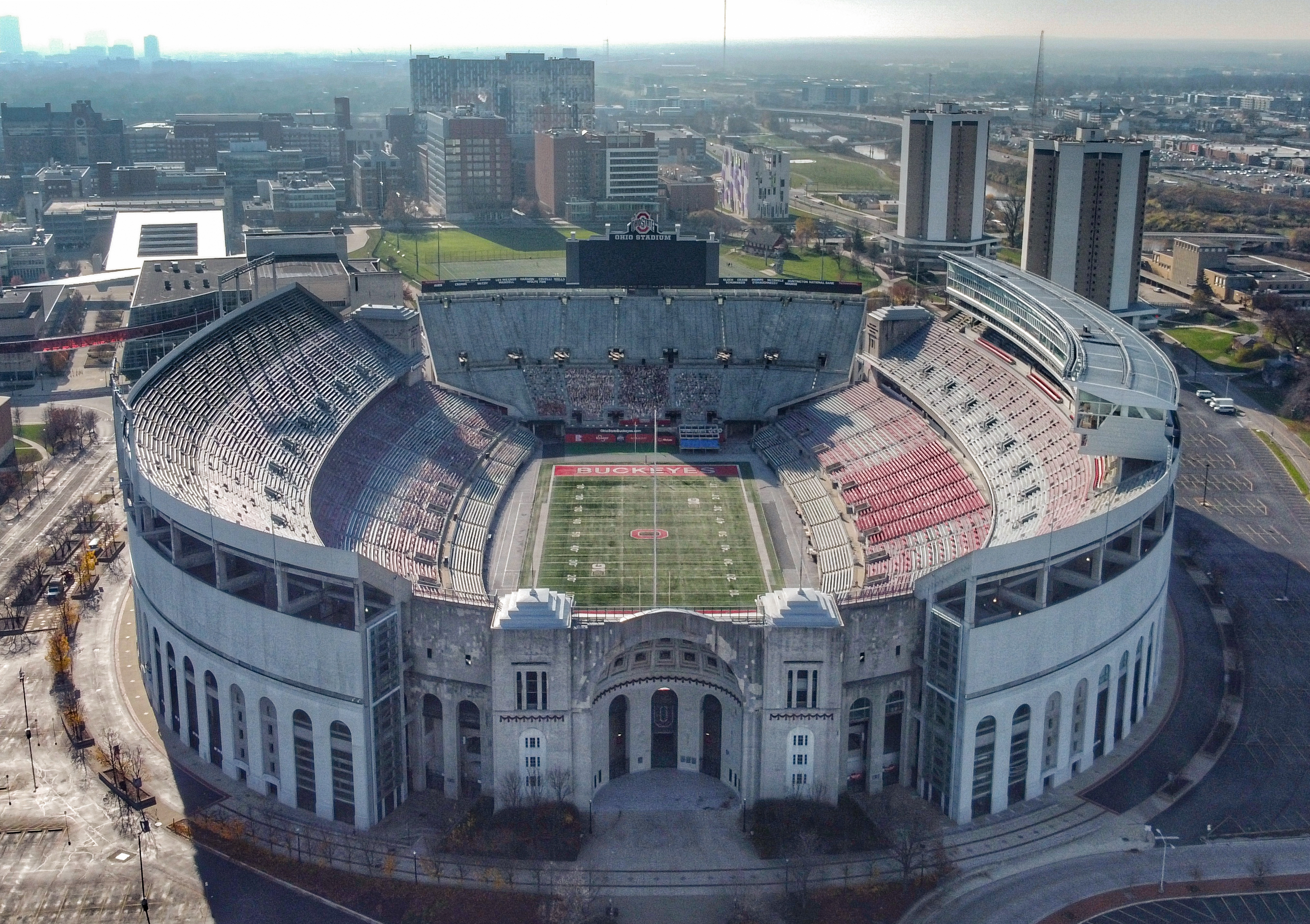
Ohio Stadium (미식축구 경기장)

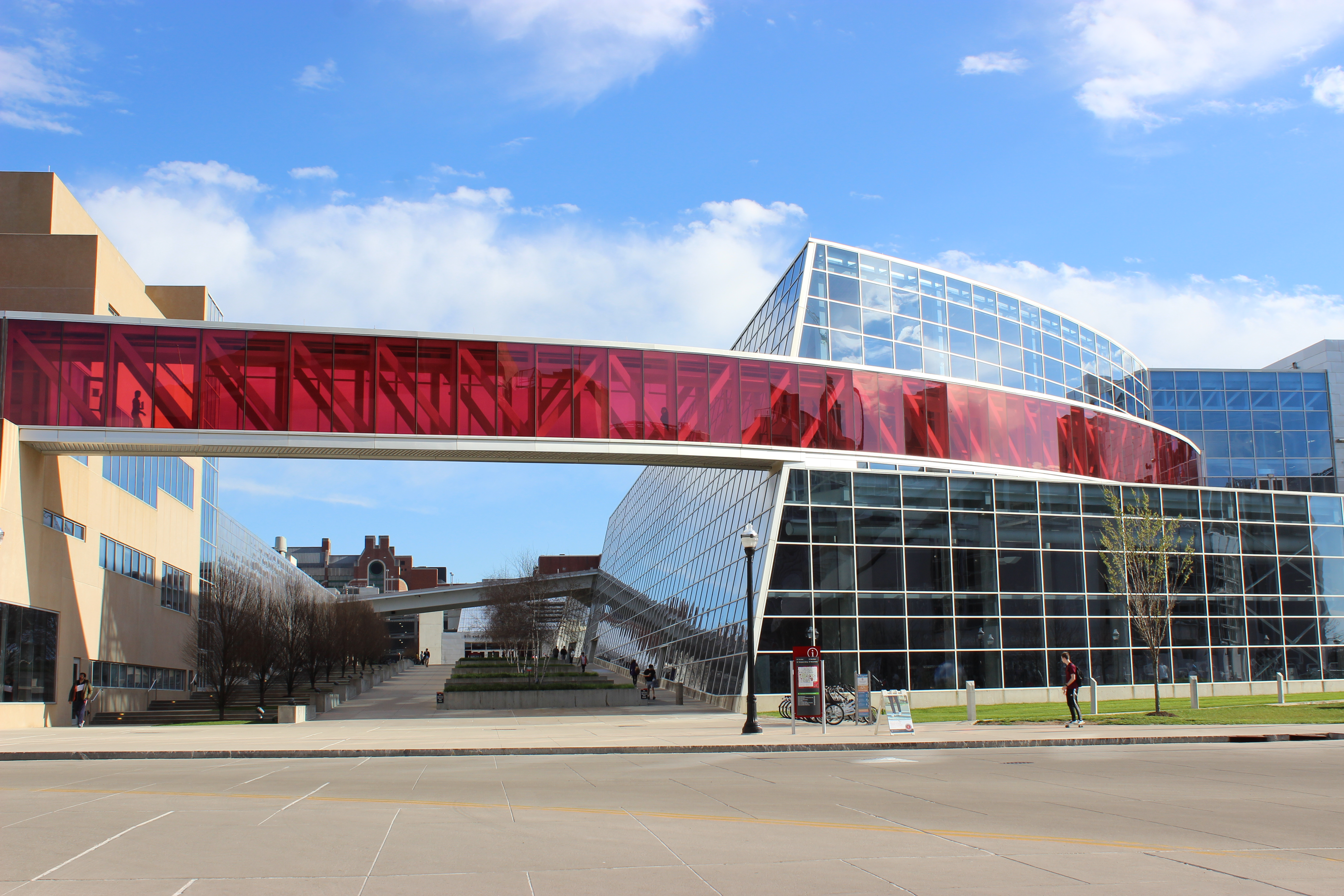
RPAC(대규모의 운동시설)

### 시설
콜럼버스에 위치한 메인캠퍼스 외에 5개의 분교캠퍼스(Lima, Mansfield, Marion, Newark, Wooster)를 보유하고 있으며 교수 대 학생 비율은 1:19이다. 약 6.74km2의 넓고 아름다운 캠퍼스를 가진 학교로 유명하며 Golf Club(36홀 골프장), Airport(공항), RPAC(미국 최대 규모의 운동시설 중 하나), Ohio Stadium(세계에서 5번째로 큰 경기장), Wexner Medical Center(학술 의료 센터) 등을 보유하고 있다.

### 기숙사
오하이오 주립 대학교는 41개의 기숙사 건물(Residence Halls)이 있으며 North, South, West로 분류된다.
North: Archer House, Barrett House, Blackburn House, Bowen House, Busch House, Drackett Tower, Halloran House, Haverfield House, Houck House, Houston House, Jones Tower, Lawrence Tower, Mendoza House, Norton House, Nosker House, Raney House, Scott House, Taylor Tower와 Torres House.
South: Baker Hall East, Baker Hall West, Bradley Hall, Canfield Hall, Fechko House, German House, Hanley House, Mack Hall, Morrison Tower, Neil Avenue, Park-Stradley Hall, Paterson Hall, Pennsylvania Place, Pomerene House, Scholars East, Scholars West, Siebert Hall, Smith-Steeb Hall, The Residence on Tenth와 Worthington Building.
West: Lincoln Tower, Morrill Tower

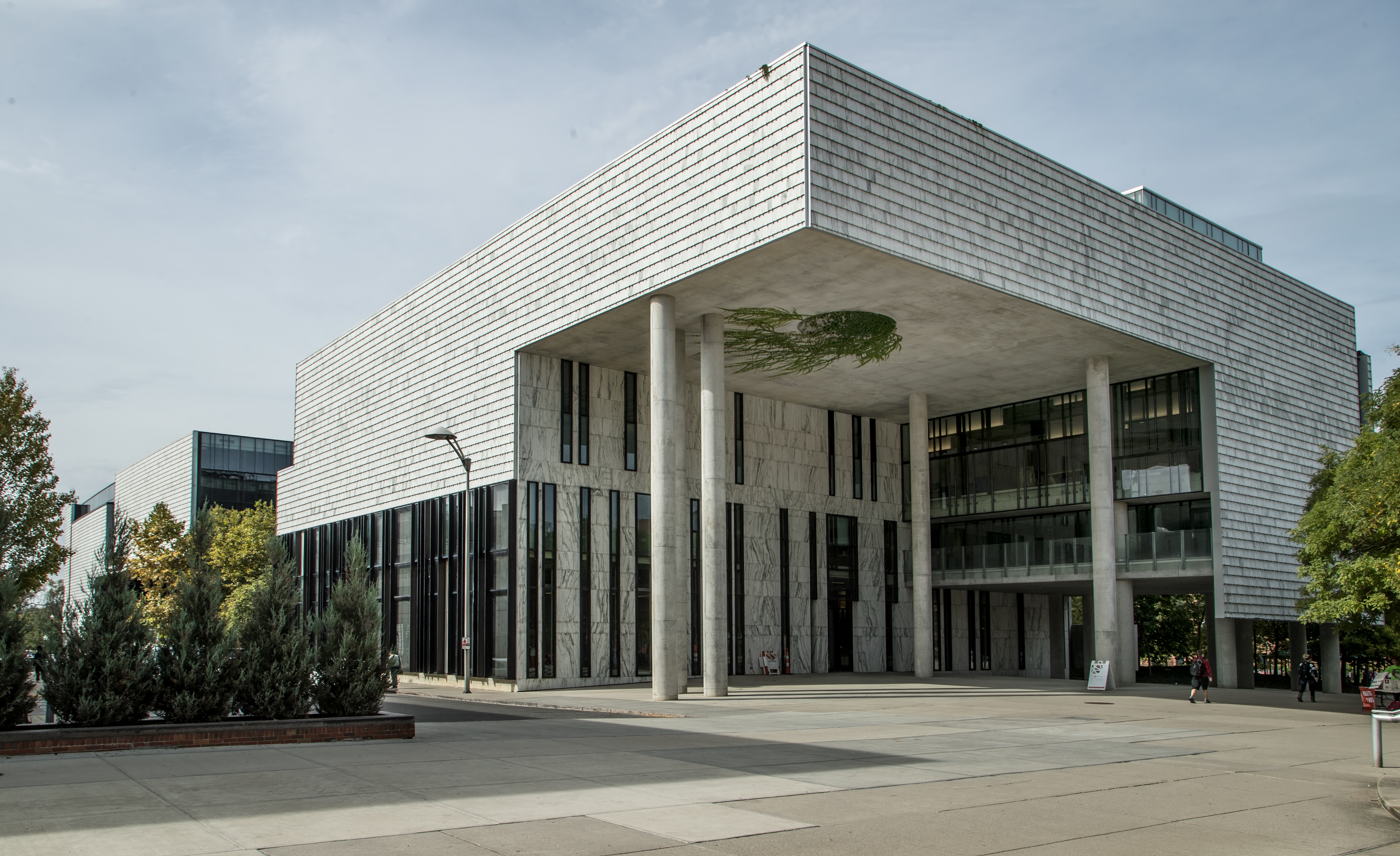
Knowlton Hall

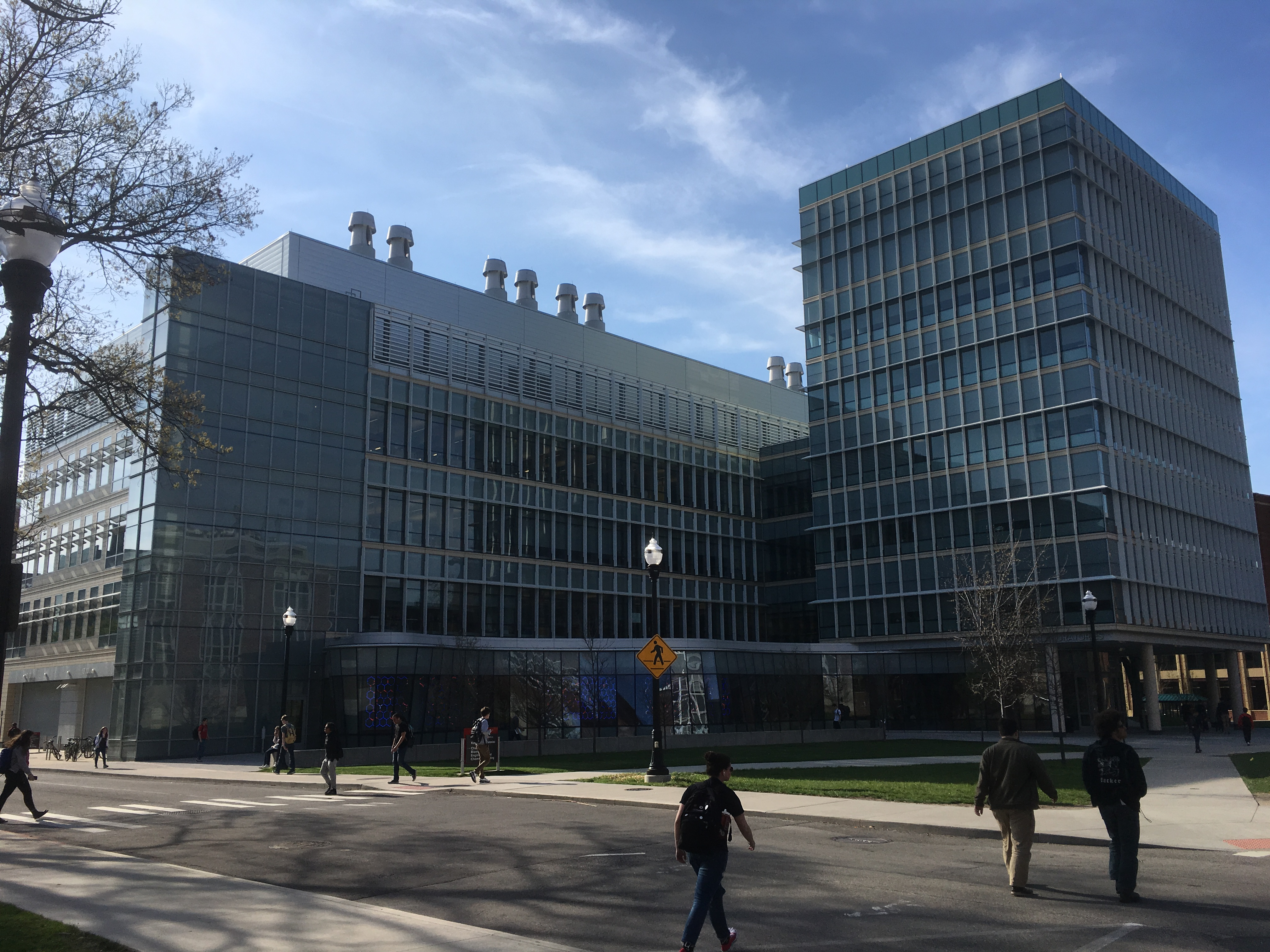
Chemical and Bimolecular Engineering and Chemistry Building

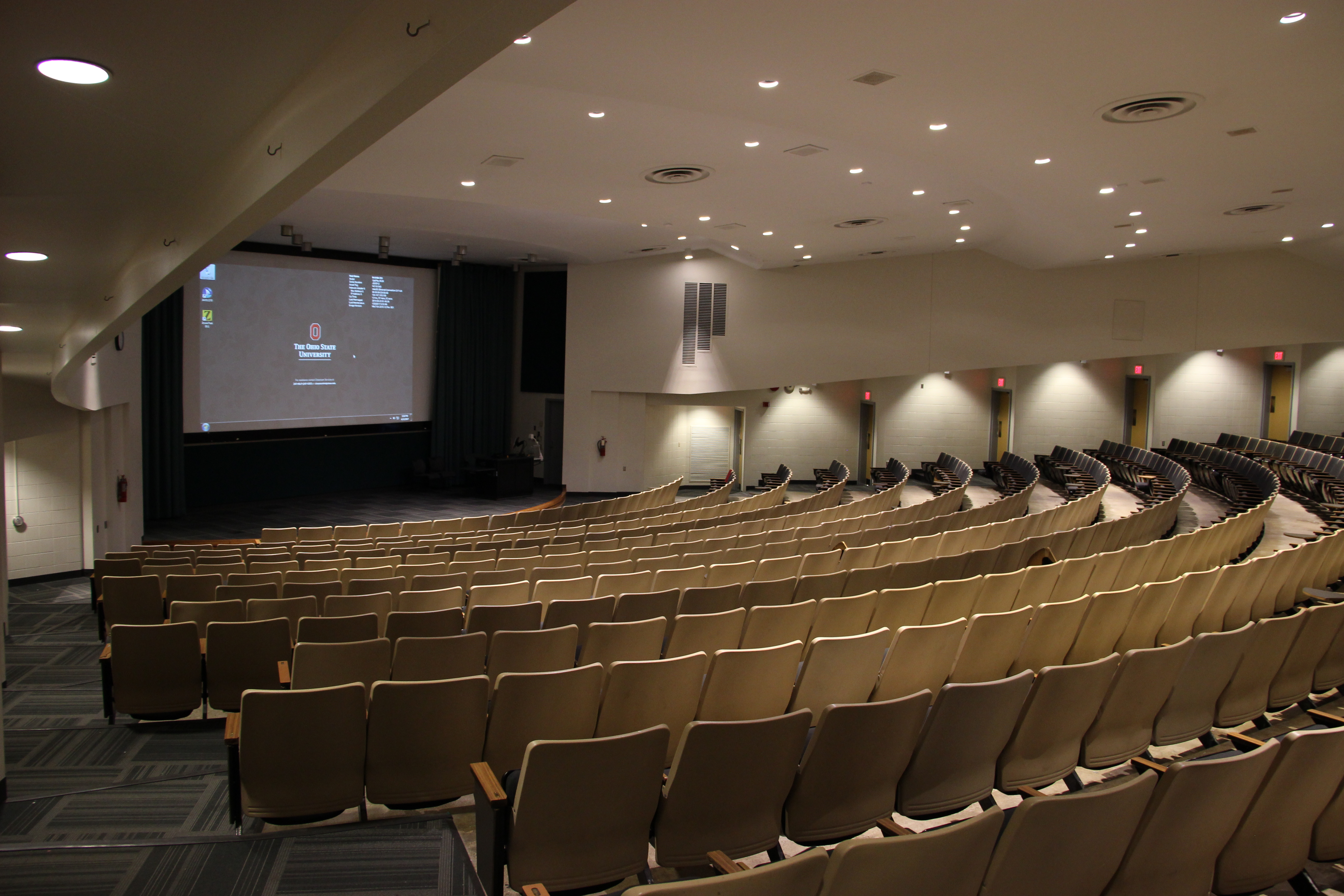
Lecture Hall

## 저명한 동문

### 동문
사업 분야에서는 위키백과의 공동 창립자 래리 생어, L Brands의 창립자이자 명예 회장 인 미국의 억만 장자 사업가 레스 웩스너, 메이저 리그 야구의 뉴욕 양키스의 대표 조지 스타인브레너, 전 Hertz Corporation의 CEO 및 사장 마크 P. 프리소라, 전 CBS (미국의 방송사) 사장 프랭크 스탠턴, 미국에서 4번째로 부유한 사람 존 T. 월턴, 중국의 기업인 양후이옌 등이 있다.
정치 분야에서는 전/현 미국의 연방 하원의원(존 케이식, 앨런 로언솔, 트로이 볼더슨, 짐 조던, 밥 깁스, 스티브 스티버스, 론 클라인, 짐 조던, 외 7명), 전/현 미국의 연방 상원의원(셰러드 브라운, 톰 카퍼, 조지 보이노비치, 외 3명), 오하이오주 상원의원(크리스 조던, 프랭크 라로즈, 톰 니하우스, 래리 오보프, 로버트 쇼, 짐 휴지스, 마크 워거너, 외 여러 명), 변호사이자 전 네바다 주지사 브라이언 산도발, 미국 네브라스카 정치인 체스터 하디 알드리치, 대만독립운동의 선구자이자 대만공화국 임시정부의 지도자 랴오원이, 미국 공군 장성 커티스 르메이, 전 미국 육군 대장 로버트 아이첼버거 등이 있다.
학계에서는 현 일본 와세다 대학교 총장 다나카 아이지, 미국의 정치학자 로버트 켈리, 하버드 대학교의 미국 심리학자 마자린 R. 바나지공저, 듀크 대학교의 화학 교수 제임스 봉크, 전 킹스 칼리지 런던 총장 아서 루카스, 노스 캐롤라이나 대학교의 전 회장 몰리 코빗 브로드, 조지아 대학교 명예 총장 마이클 F. 애덤스, 전 미시건 대학교 총장 할런 해처, 14대 버지니아 공과대학교 총장 폴 토거슨, 캘리포니아 대학교 로스앤젤레스 사회학 교수 리처드 태커 모리스, 하버드 대학교 전 학장 폴 허먼 벅, 코넬 대학교 교수 및 언어학자 찰스 F. 호켓, 라이스 대학교의 역사 교수 더글러스 브링클리, 전 조지아 대학교 총장 오메르 클라이드 애더홀드, Emory University 교수 캐롤 앤더슨, 위스콘신 대학교 매디슨 생화학의 명예 교수 페리 A. 프레이, 토양 과학자 라탄 랄, 미국의 물리화학자 앤드루 세슬러, 예일 대학교 고전학과의 명예 교수 도널드 케이건, 미국 시인 메리 올리버, 미국 저술가 J. D. 밴스, 미국 유머작가이자 만화가 제임스 서버, 언론인 주디스 밀러, 소설가 할런 엘리슨, 중국의 사회학자 우쩌린 등이 있다.
스포츠 분야에서는 미국의 프로 골프 선수 잭 니클라우스, 미국의 육상 경기 선수 제시 오언스, KBO 리그 KIA 타이거즈의 수석코치 마크 위드마이어, 올림픽 수영 2관왕 빌 스미스, 하계 올림픽 육상 2관왕 맬 휫필드, 미국 아이스하키 선수 라이언 케슬러, 현 KBO리그 NC 다이노스 투수 드류 루친스키, 전 미국 프로 농구 선수 존 해블리첵, 미국의 전직 프로 농구 선수이자 CBS Sports의 수석 대학 농구 분석가 클라크 켈로그, 전직 미식 축구 선수 아치 그리핀, ESPN의 College GameDay의 미국 분석가 커크 헙스트라이트, 미식 축구 선수이자 코치 우디 헤이스, 미국의 전 프로 미식축구 선수 크리스 카터, 미국 스포츠 분석가 A. J. 호크, 하계 올림픽 3관왕 육상 선수 글렌 데이비스 (육상 선수), 종합격투기 선수 케빈 랜들먼, 영국의 펜싱 선수 루이즈 본드윌리엄스, 레바논의 펜싱 선수 모나 샤이토와 자인 샤이토, 러시아의 펜싱 선수 마르가리타 초마코바 등이 있다.
예술 분야에서는 미국의 팝 아티스트 로이 리히텐슈타인, Twenty One Pilots 보컬 타일러 조셉, 구독자 1930만명 유튜버 코요테 피터슨, 미국의 배우 로스 버틀러, 미국의 텔레비전 배우, 영화배우 진 피터스, 미국 배우 드와이트 요아캄, 미국의 배우 퍼트리샤 히턴, 미국의 배우, 가수, 텔레비전 배우 빈스 에드워즈, TV 스타 스티븐 림, 미국의 스탠드 업 코미디언이자 배우 리차드 루이스, 현실주의 화가 조지 벨로스, 영화 감독 하워드 도이치, 영화배우 디나 스파이베이, 디자인 리서치 분야의 개척자 브렌다 로럴, 영화배우 플로리아나 리마, 클라리넷 연주자 리처드 스톨츠만, 유명 SF 작가 로이스 맥마스터 부졸드, 홍콩 영화배우 위런타이 등이 있다.

### 노벨상 수상자
- 피에르 아고스티니: 2023 노벨 물리학상 (Faculty)
- 윌리엄 앨프리드 파울러: 1983 노벨 물리학상 (B.S. 1933)
- 케네스 G. 윌슨: 1982 노벨 물리학상 (Faculty)
- 폴 플로리: 1974 노벨 화학상 (Ph.D. 1934)
- 리언 쿠퍼: 1972 노벨 물리학상 (Faculty)

### 퓰리처상 수상자
- Nick Anderson: Editorial Cartooning 2005
- Walt Bogdanich: Specialized Reporting 1988; National Reporting 2005; Investigative Reporting 2008
- Paul Herman Buck: History 1938
- Julia Keller: Feature Writing 2005
- Judith Miller: Explanatory Reporting 2002
- Mary Oliver: Poetry 1984
- Jim Schaefer: Local Reporting with the Detroit Free Press 2009

### 한인 출신 인물
사업 분야에서는 삼성에 피인수된 한국반도체 설립자 강기동, 기업인이며 샘표식품 대표이사 사장 박진선 (기업인), 전국경제인연합회의 전 부회장 이승철 (기업인), 일제 강점기의 기업인이자 정치인 윤영선 (1896년), 렉산 제약 설립자 안창호 (1951년), ABL 바이오 대표이사 이상훈, OUTLIVE 대표이사 김진현, LG생명과학 대표이사 정일재, 극동엔지니어링 회장 최주형, 유니드 회장 이화영, LG 인화원 사장 이병남, 벽산 사장 김성식, 동양메이저 사장 윤여헌, 세림테크 사장 엄대열, 볼보건설기계코리아 재무담당 전 부사장, 하나로텔레콤 경영지원총괄 전 부사장이자 현 김·장 법률사무소 제니스 리 등이 있다.
정치 분야에서는 정치인이자 제15대 국회의원 이상현 (정치인), 정치인 유민봉, 전 대한민국문화공보부 차관 및 대한민국 대통령 비서실 실장 김윤환 (1932년) 등이 있다.
학계에서는 반도체 물리학자 강대원, 응집 물질 물리학자 노태원, 서울시립대학교의 총장 원윤희, 행정가, 교육학자 이영덕, 정치학자, 외교학자, 번역가 이춘근, 정치인·언론인·만화가 김동성 (1890년), 도시공학자, 행정관료 겸 대학교수, 소설가 이건영 (1945년), 교육인 나승일, 교육자, 대학교수, 경제학자, 경영학자 박헌영 (1951년), 대학 총장 및 연구인 박호군, 교수, 학자 유호열, 교수, 학자 윤성식 등이 있다.
예술 분야에서는 미술사학자 김영나 등이 있다.

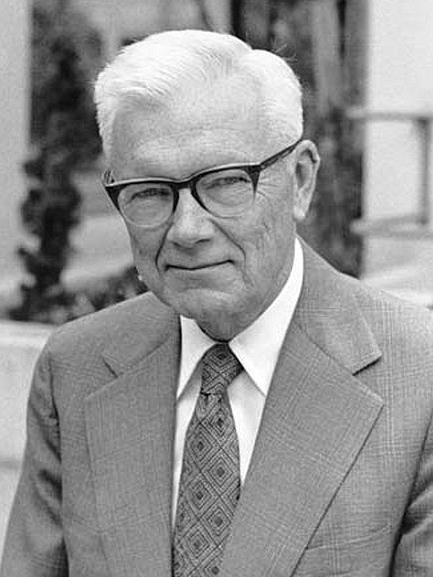
폴 플로리: 노벨 물리학상 수상자
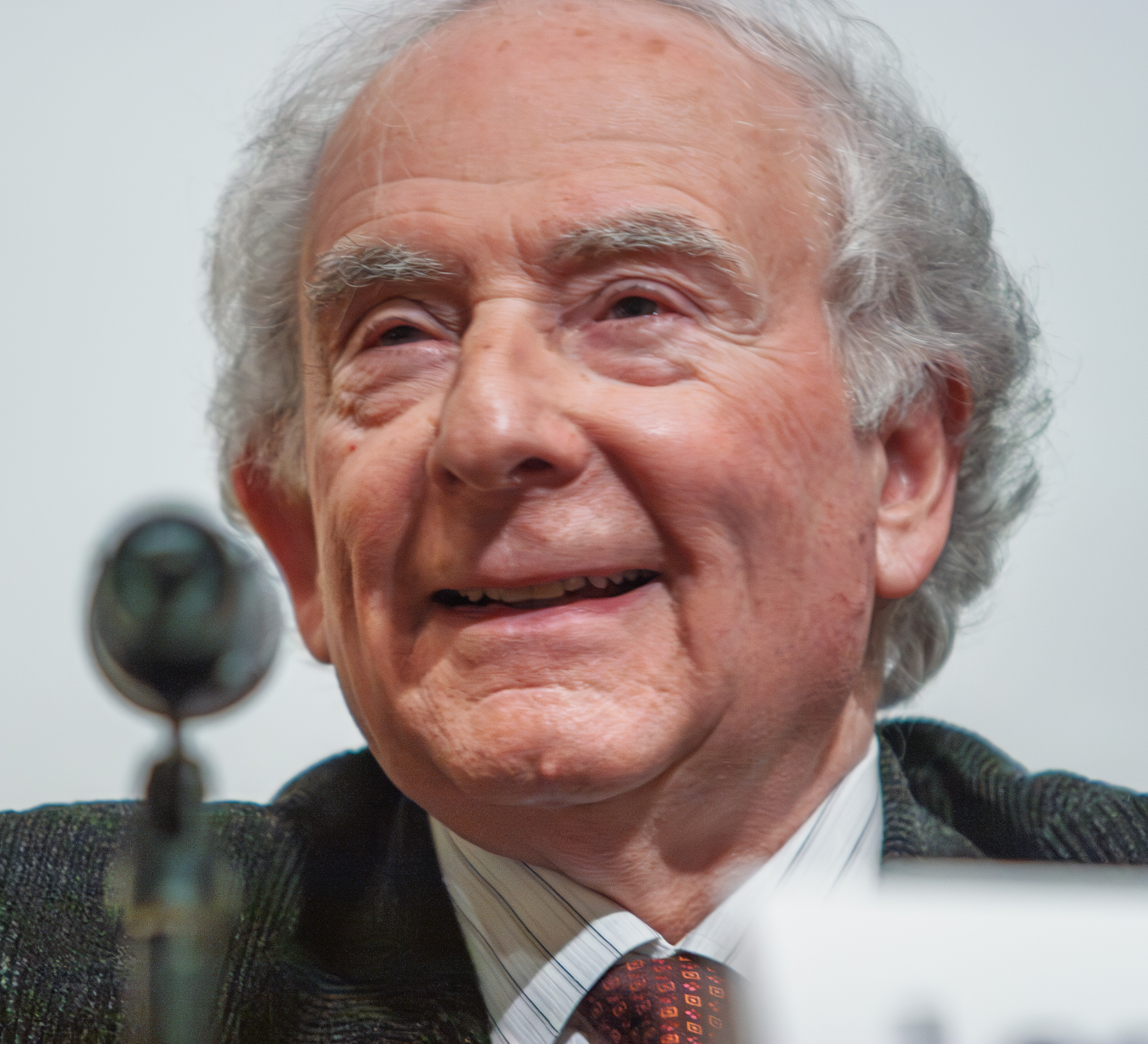
리언 쿠퍼: 노벨 물리학상 수상자
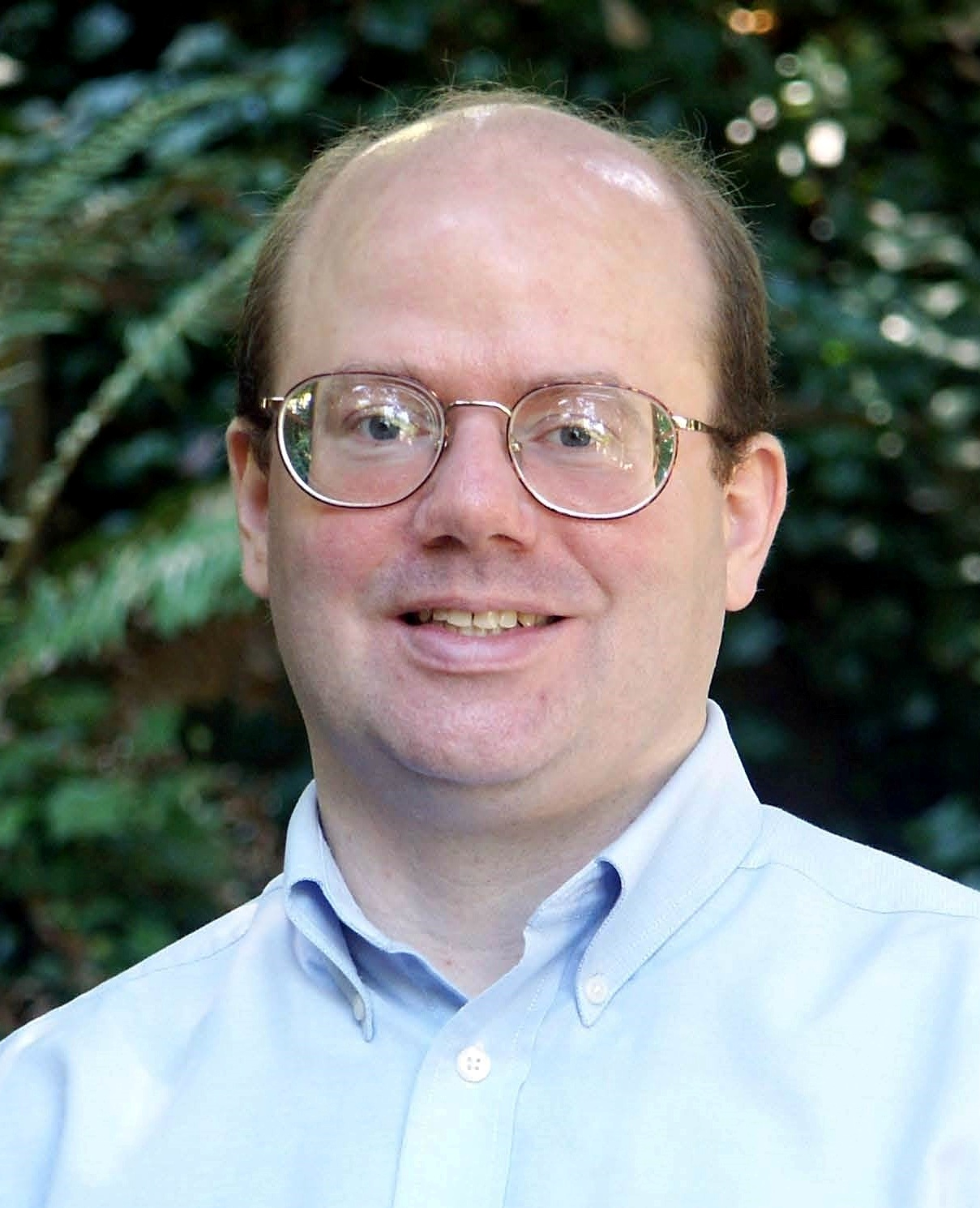
래리 생어: 위키백과의 공동 창립자
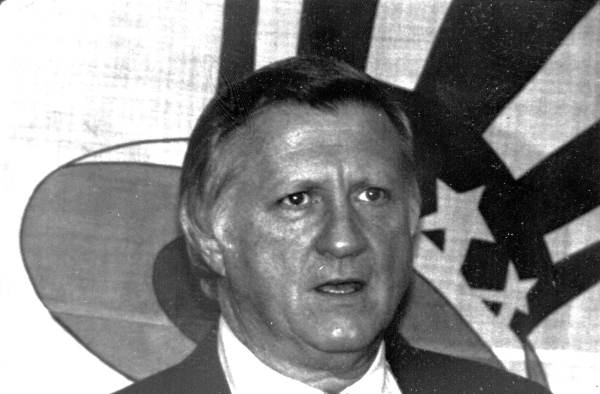
조지 스타인브레너: MLB 뉴욕 양키스의 대표
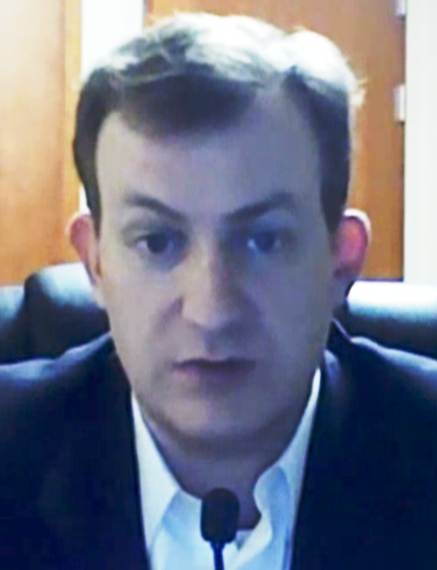
로버트 켈리: 부산대학교 교수 및 정치학자 (BBC 뉴스 화재의 인물)
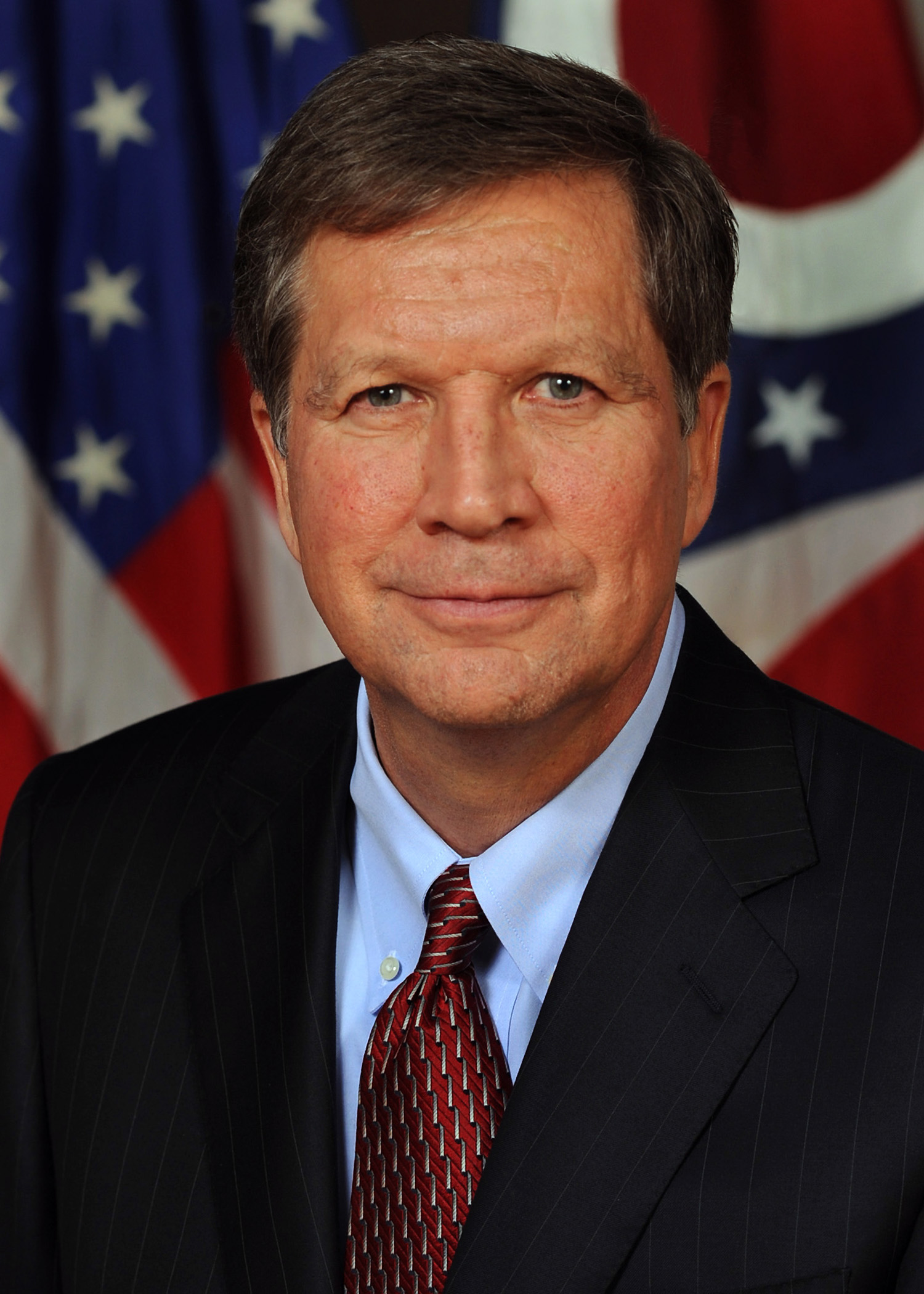
존 케이식: 미국의 연방 하원의원
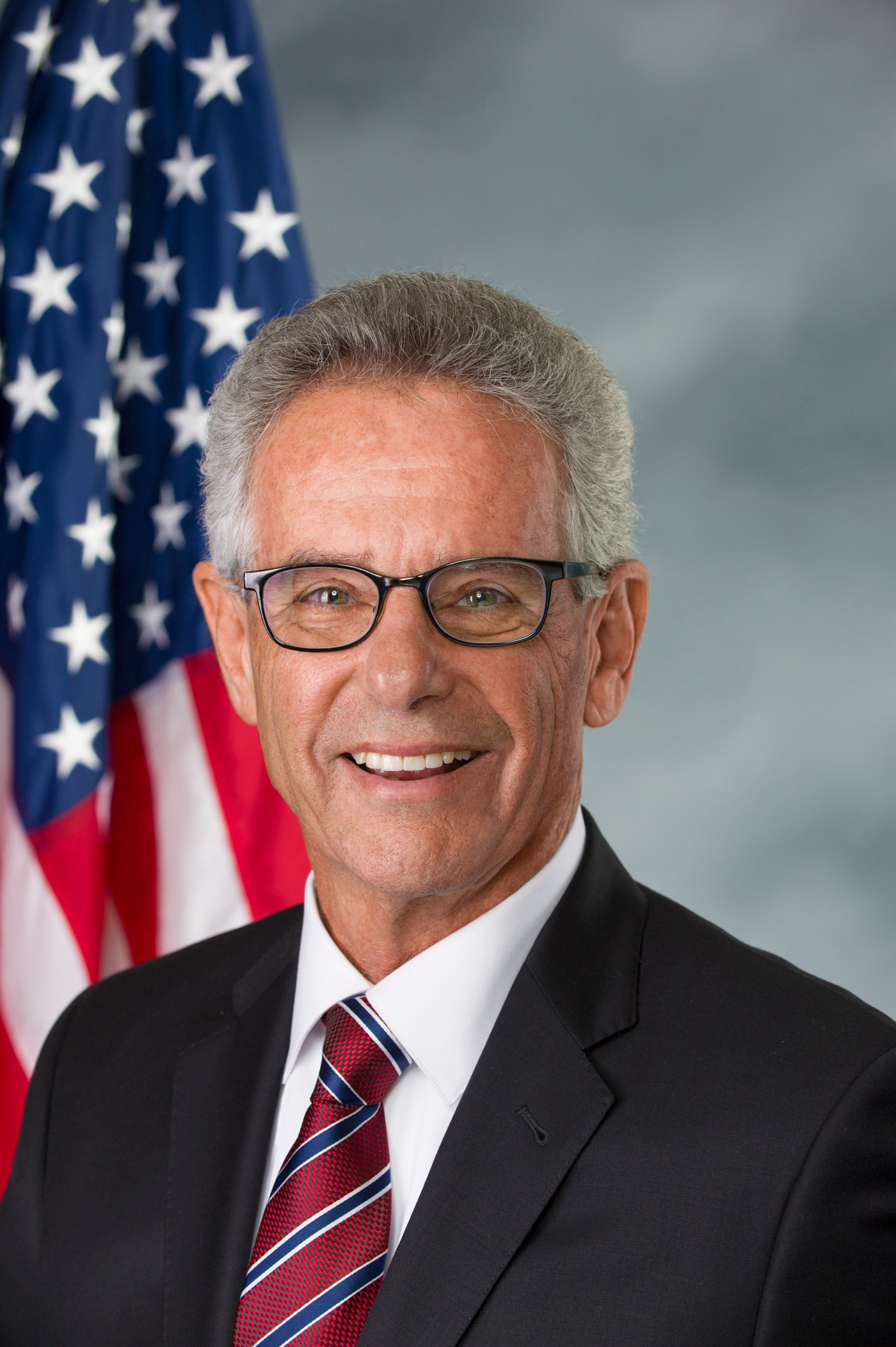
앨런 로언솔: 민주당 소속으로 캘리포니아주 상원의원(2004-2012), 미국 하원 의원(2013- )을 지냈다
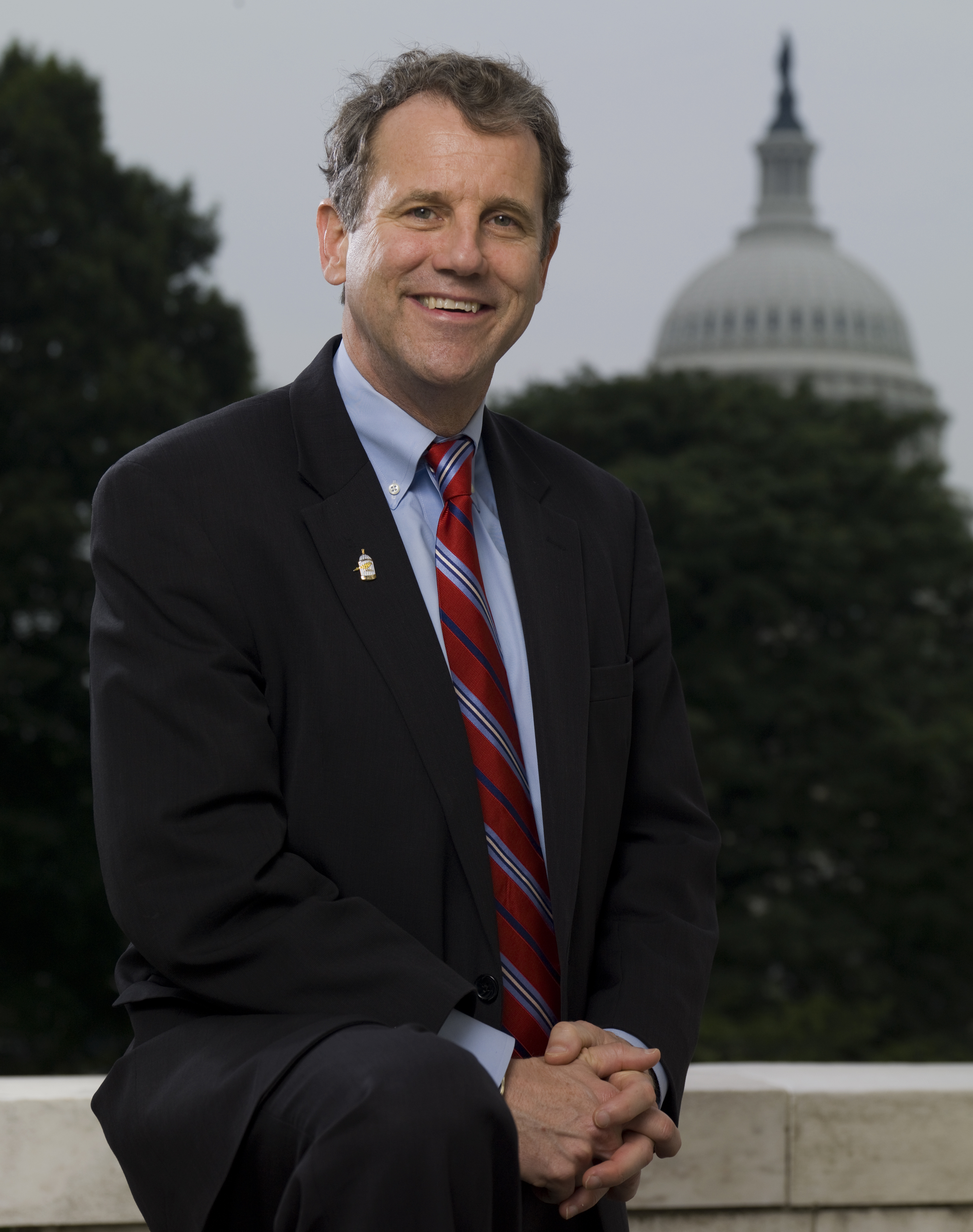
셰러드 브라운: 미국의 연방 상원의원
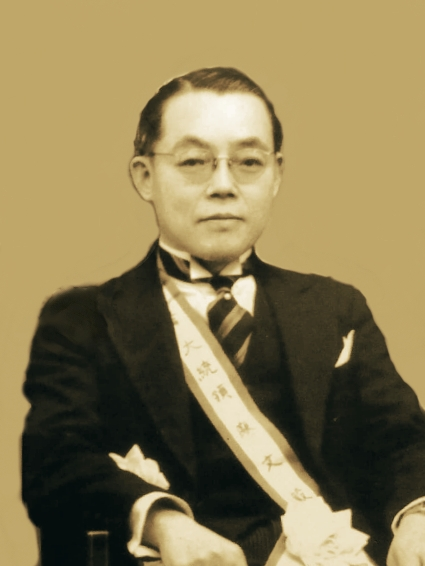
랴오원이: 대만독립운동의 선구자이자 대만공화국 임시정부의 지도자
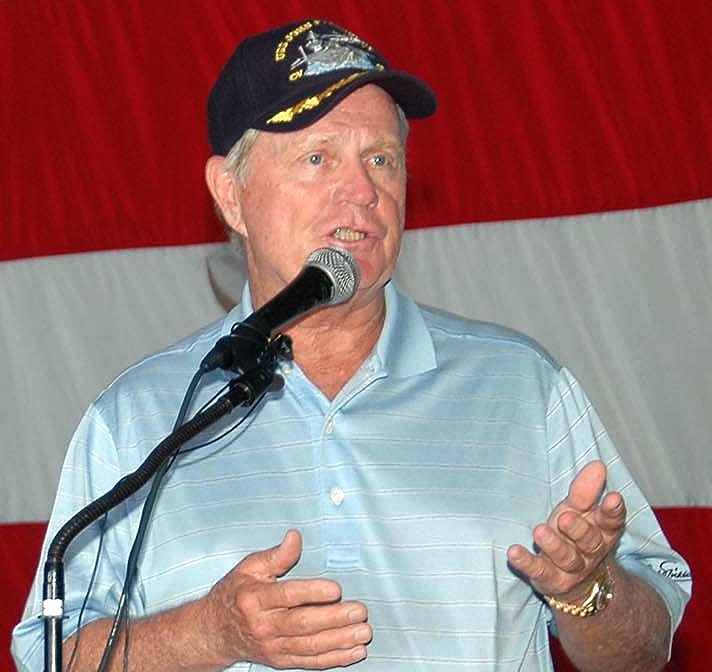
잭 니클라우스: 골프의 제왕(남자 프로 골프 세계 4대 대회모두 석권, 커리어 그랜드 슬램을 3번 달성
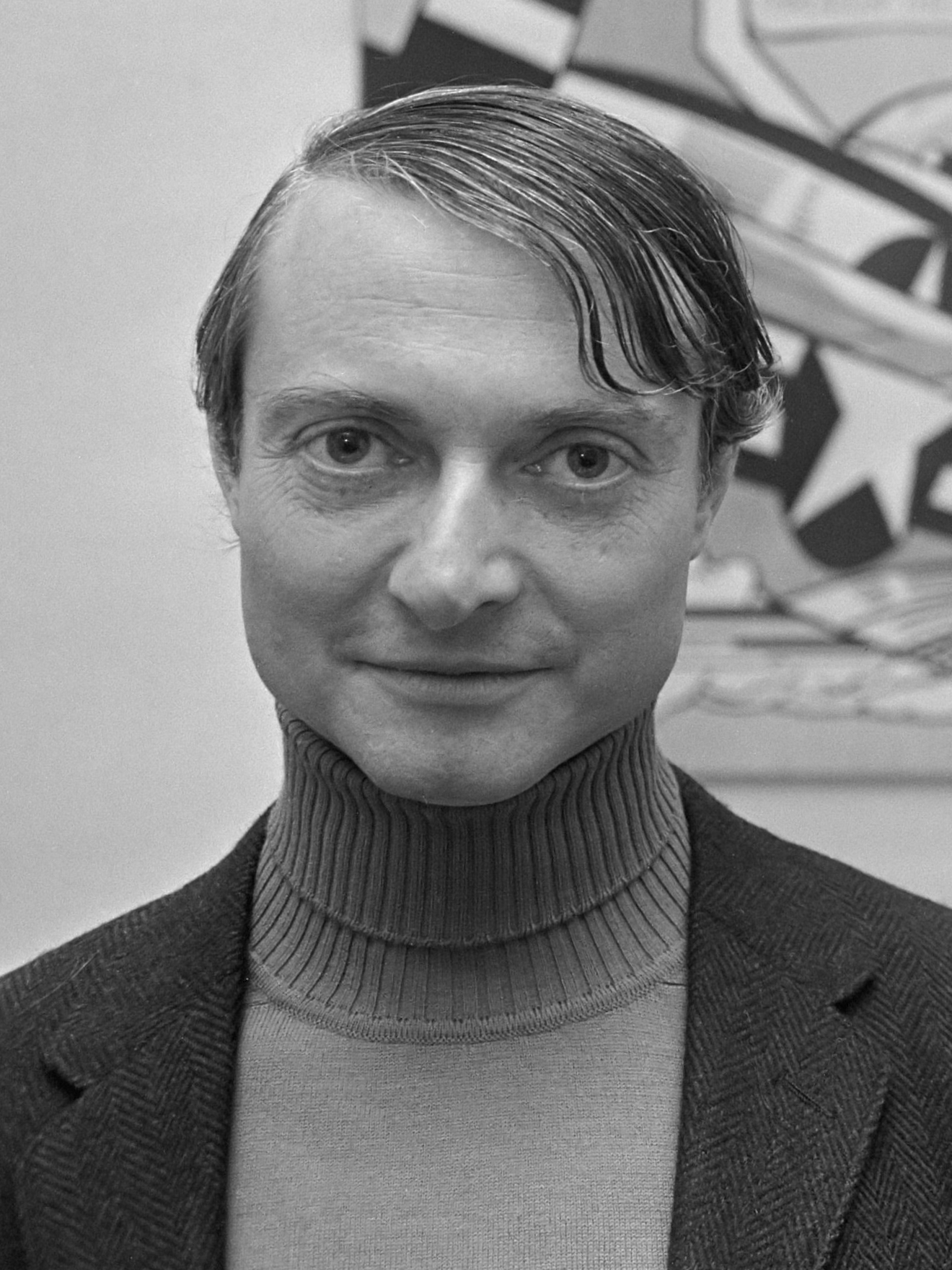
로이 리히텐슈타인: 앤디 워홀과 더불어 미국의 유명한 팝 아티스트
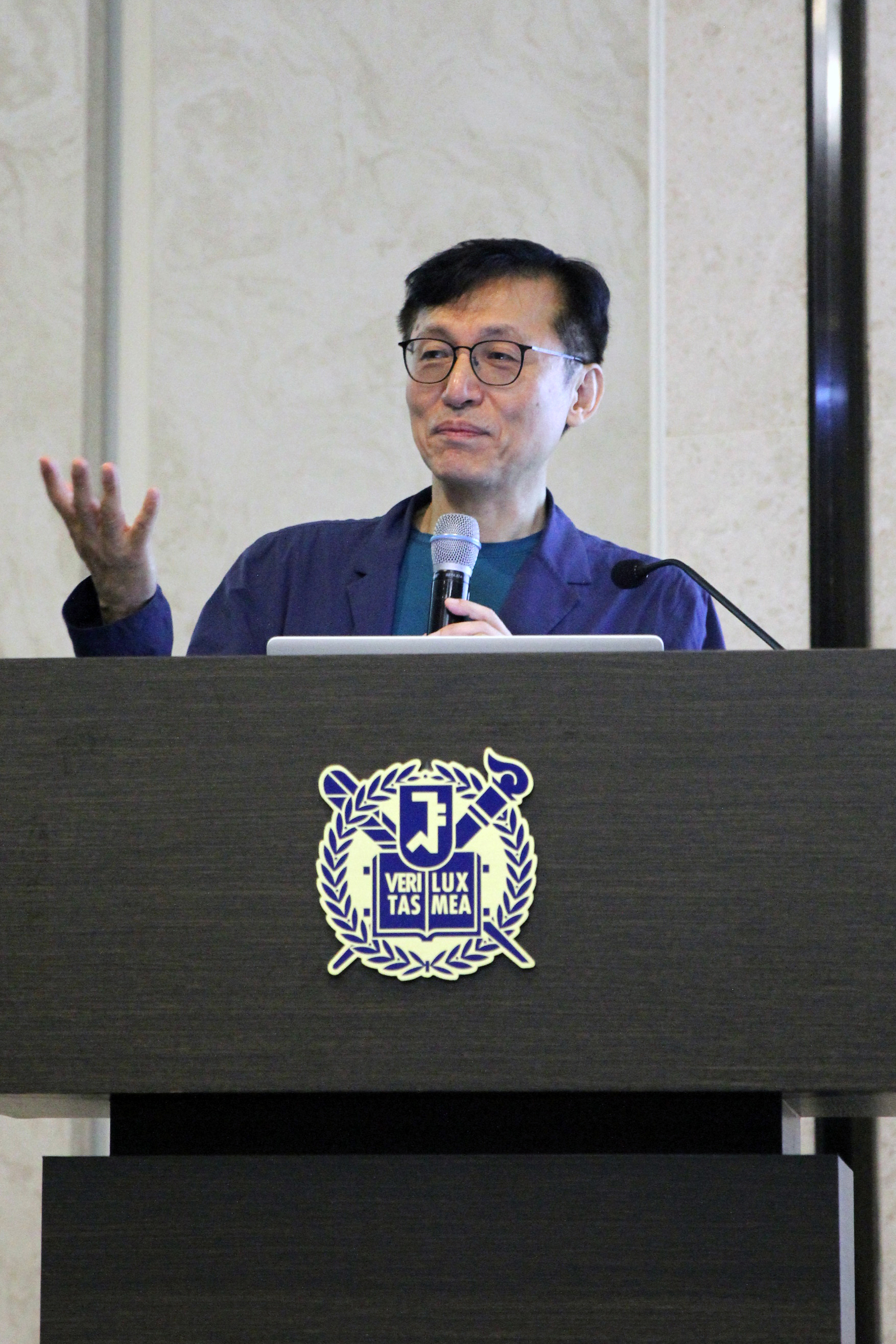
노태원: 대한민국의 응집 물질 물리학자

## 스포츠
오하이오 주립 대학교는 주요 스포츠 3종목(미식추구, 농구, 야구)의 전국 챔피언십(National Championship) 우승을 모두 거머쥔 6개의 대학(미시건 대학교, UC 버클리, UCLA, 플로리다 대학교, 스탠퍼드 대학교) 중 하나이다.

### 미식축구
Ohio State Buckeyes Football: 대학 미식추구 명문이자 NFL 사관학교로 유명하다. 2021년 기준 통산 전적은 931승 327패 53무이다. 컨퍼런스 우승 41회, 전국 타이틀 우승 8회, 하이스먼 트로피 수상 7회를 기록하고 있다. 미시건 대학교와는 미국 스포츠계를 망라하여 최고의 라이벌 관계로 유명하다.

### 농구
전미 대학 체육 협회 NCAA Division I 대학 농구 대회 소속이며 빅 텐 콘퍼런스의 일원이다.

### 올림픽
오하이오 주립 대학교 출신 올림픽 메달 수상자는 총 104명이다.
- 금메달 46명
- 은메달 35명
- 동메달 23명

Ohio State Buckeyes 로고
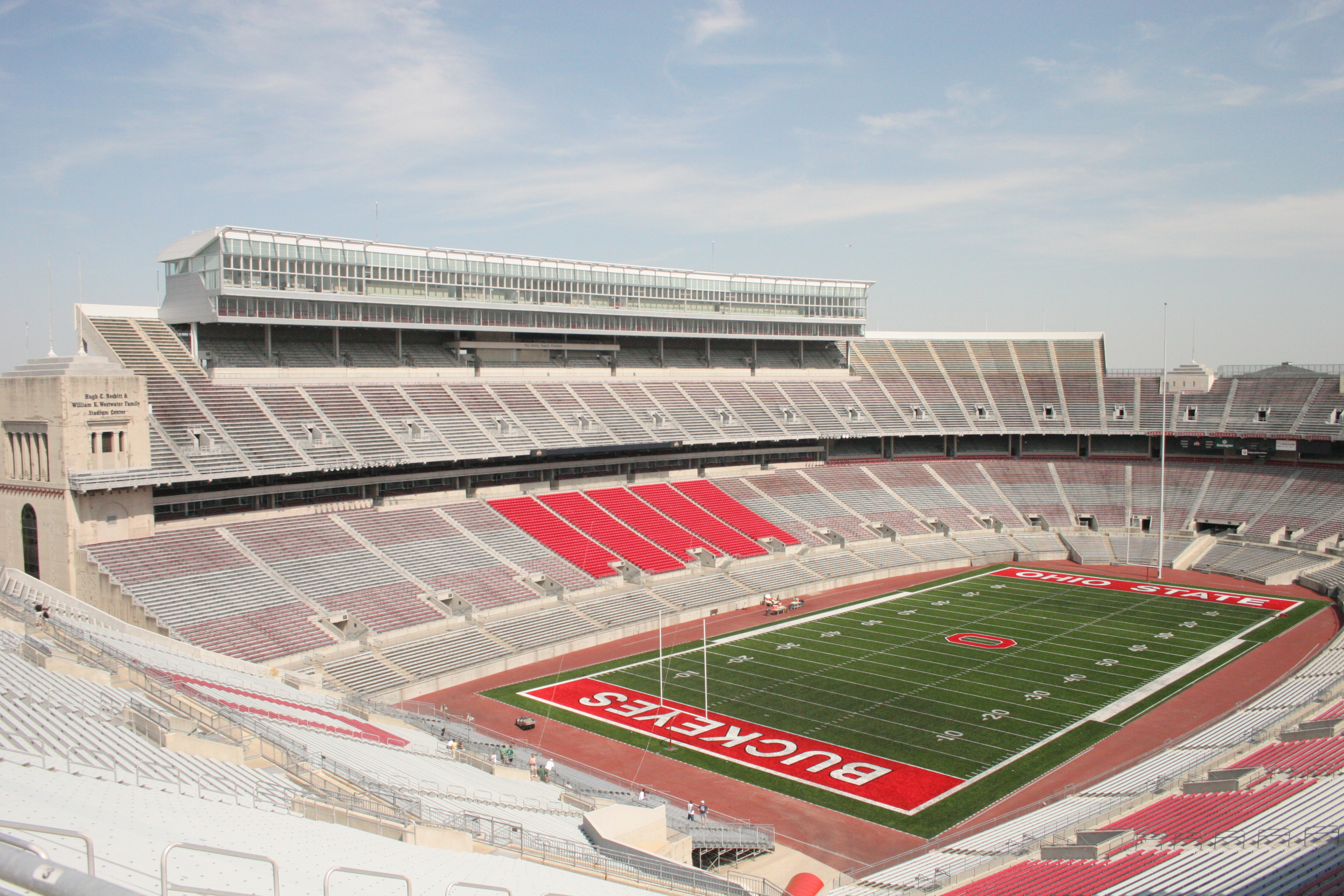
Ohio Stadium(미식축구 경기장)
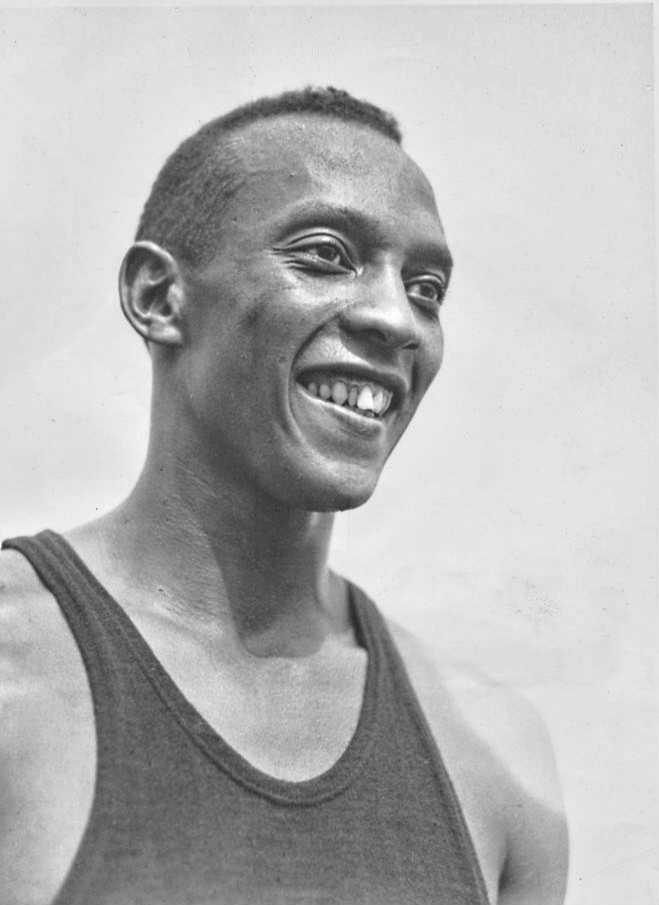
Jesse Owens: 1936년 하계 올림픽에서 금메달 4관왕 달성
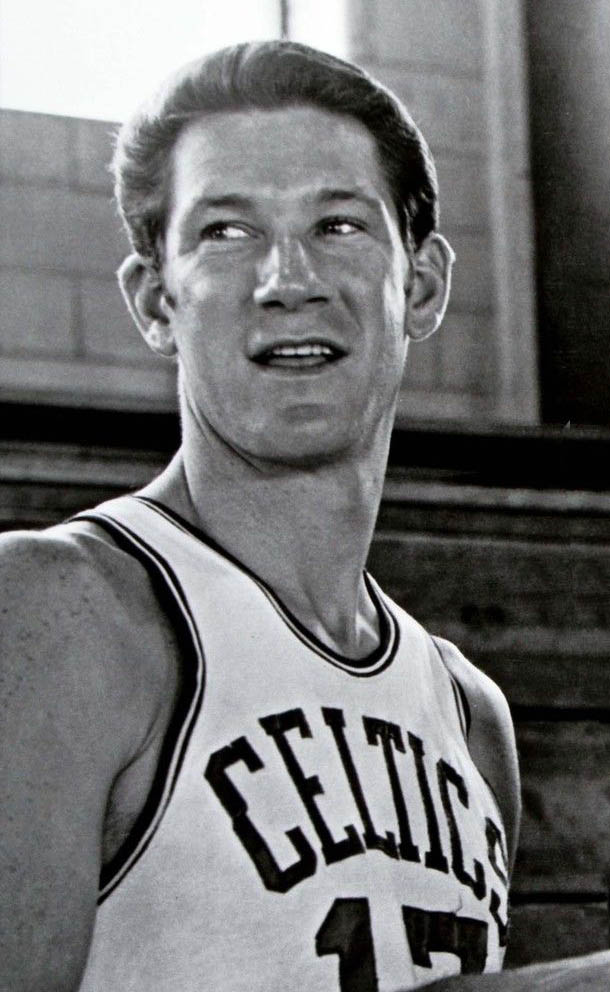
존 해블리첵: 전 프로 농구선수이며 8번의 NBA 우승 기록
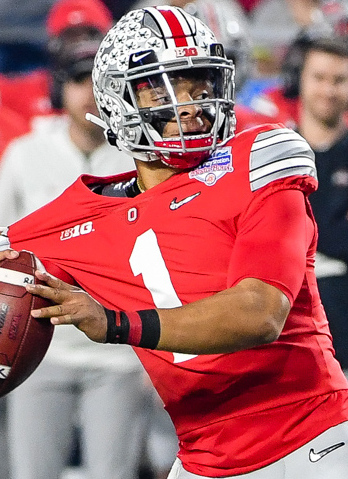
저스틴 필즈: 시카고 베어스의 쿼터백
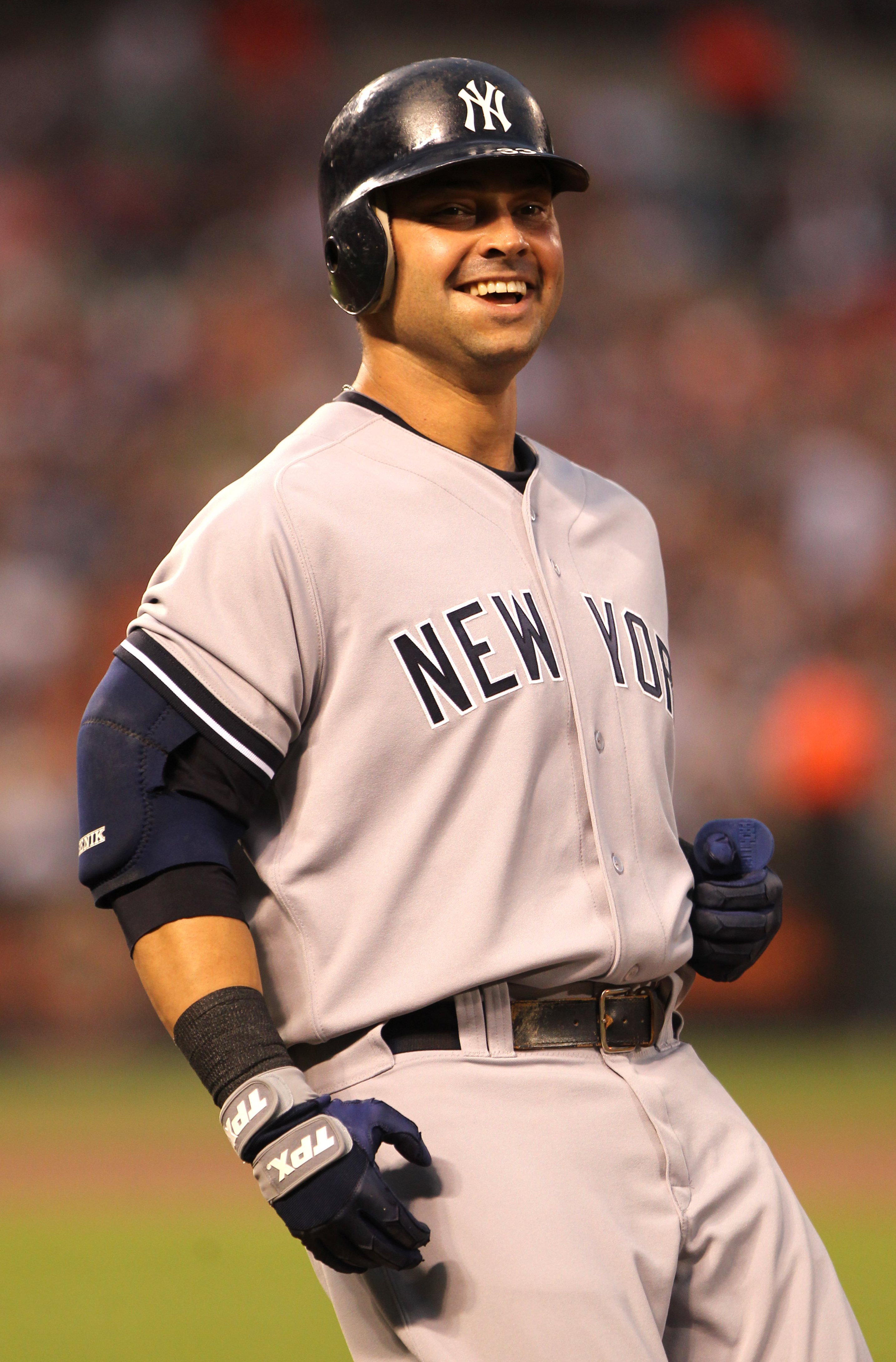
닉 스위셔: 뉴욕 양키스의 선수

## 사진

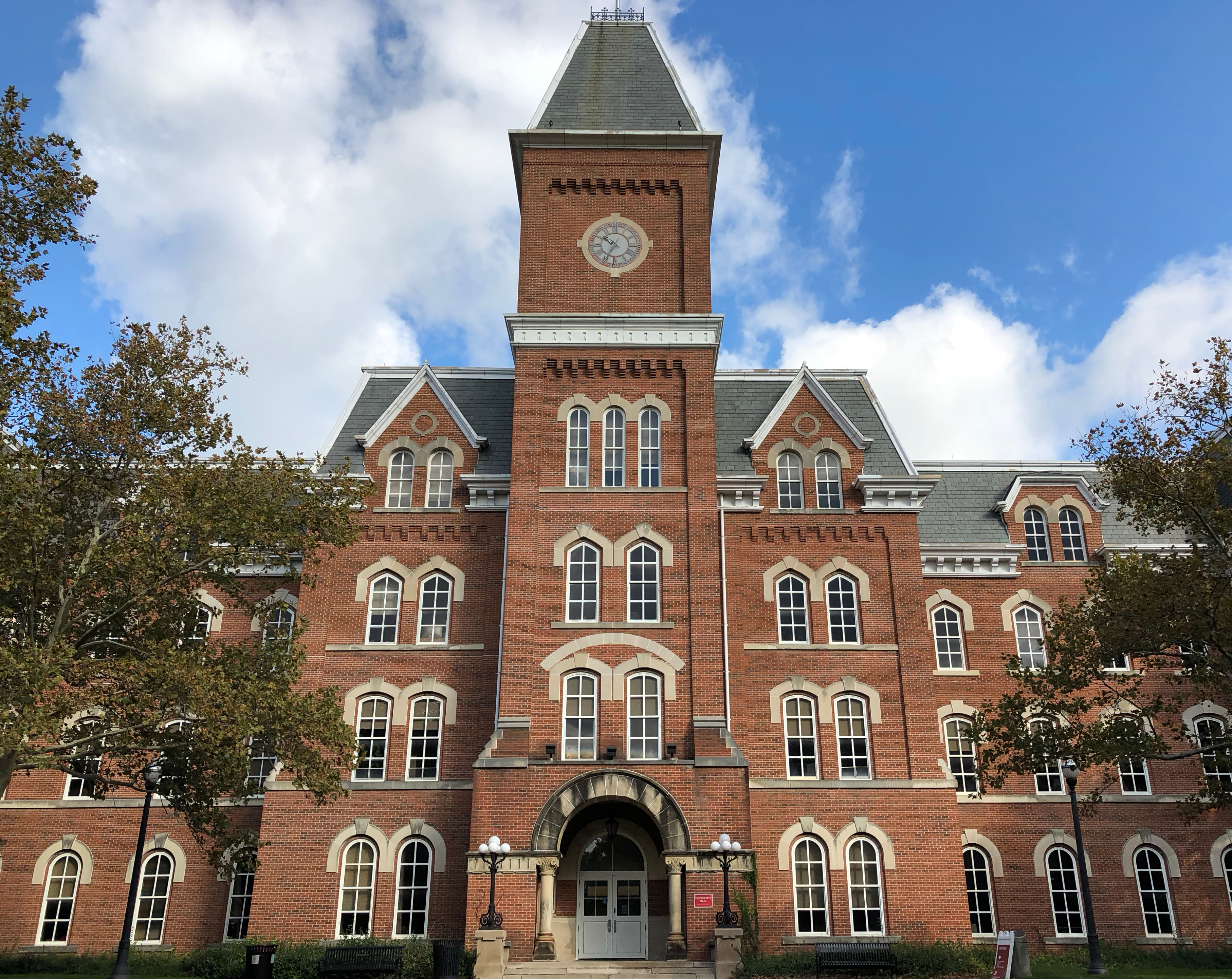
University Hall
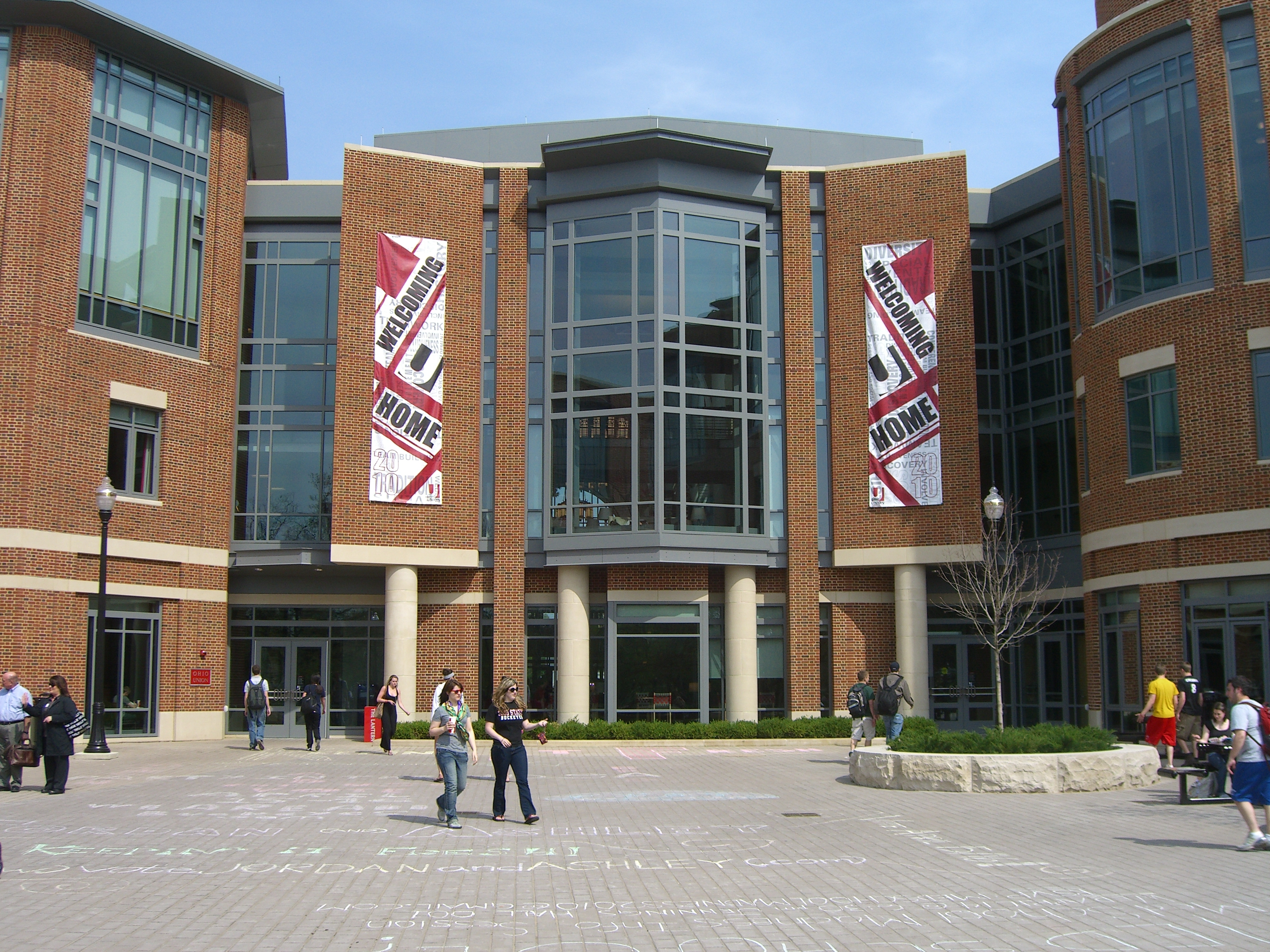
Ohio Union
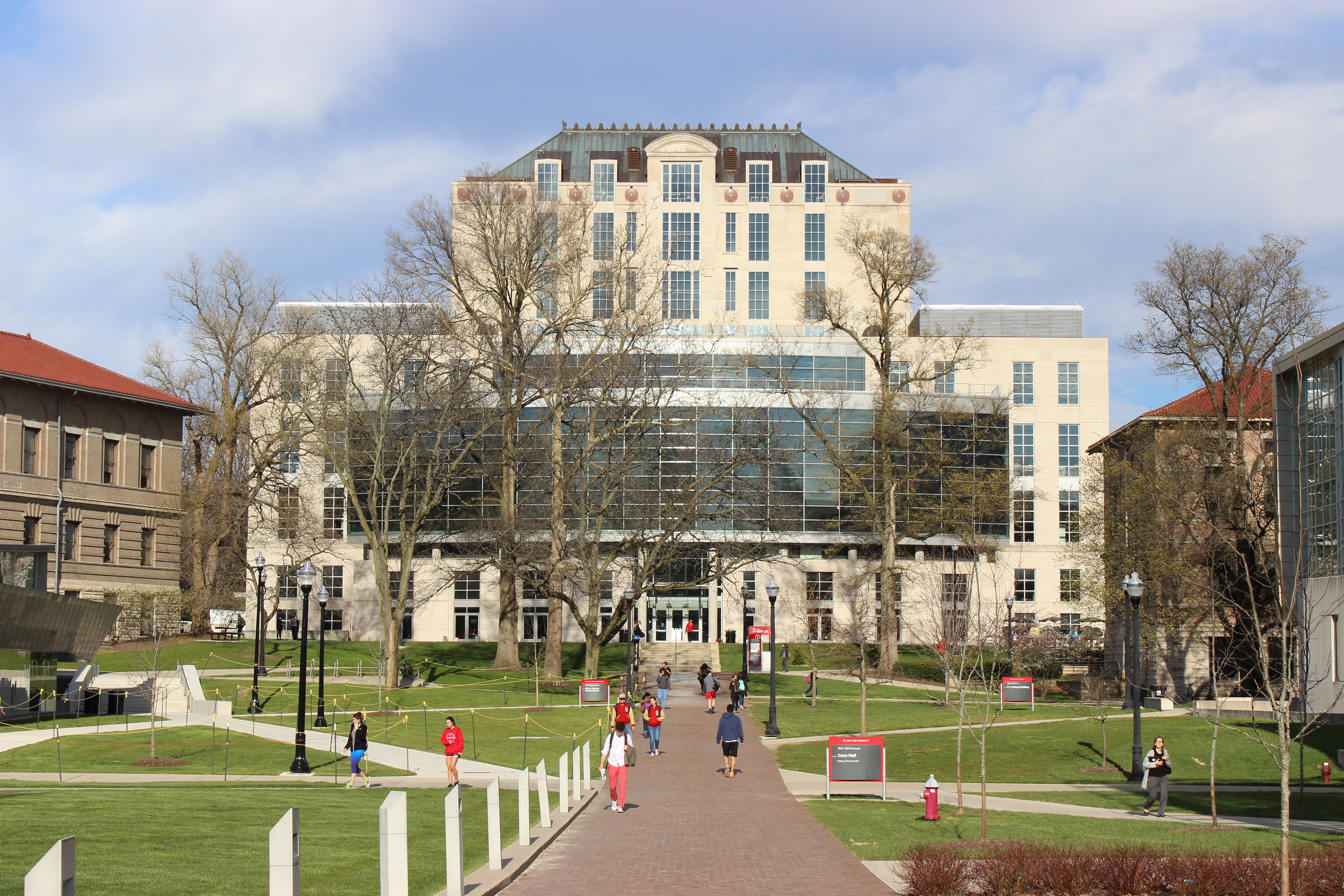
Thompson Library
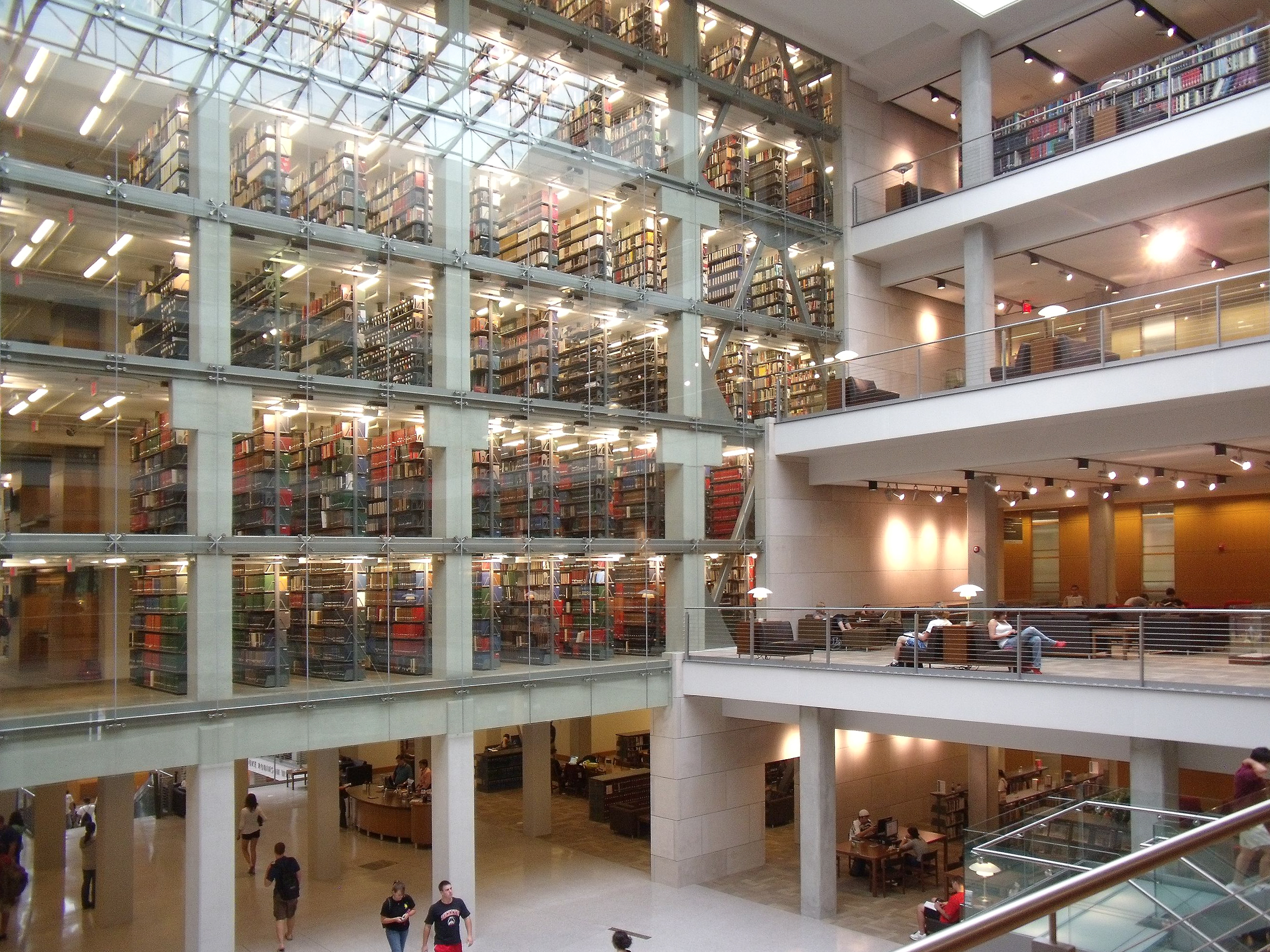
Thompson Memorial Library
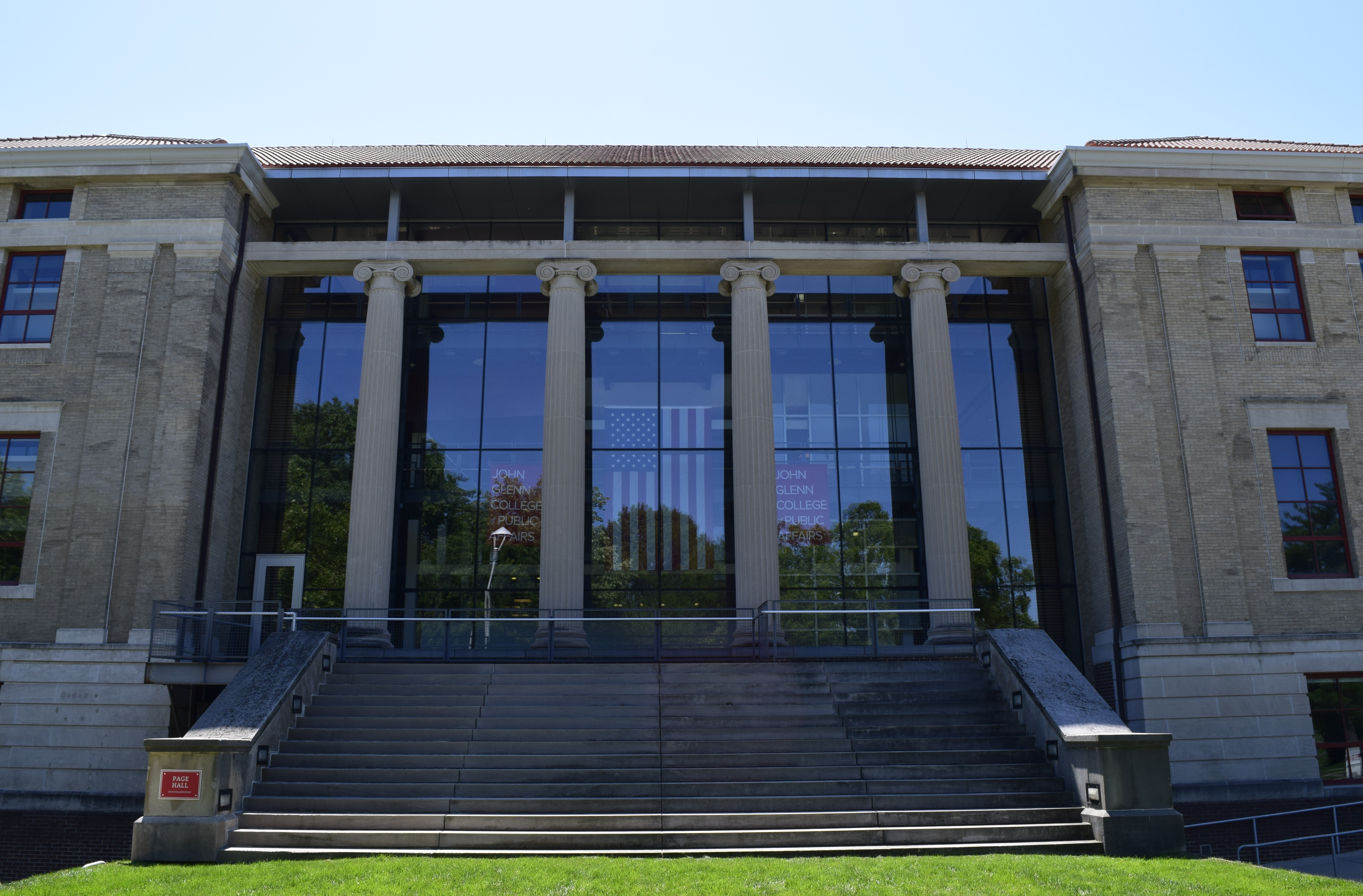
Page Hall
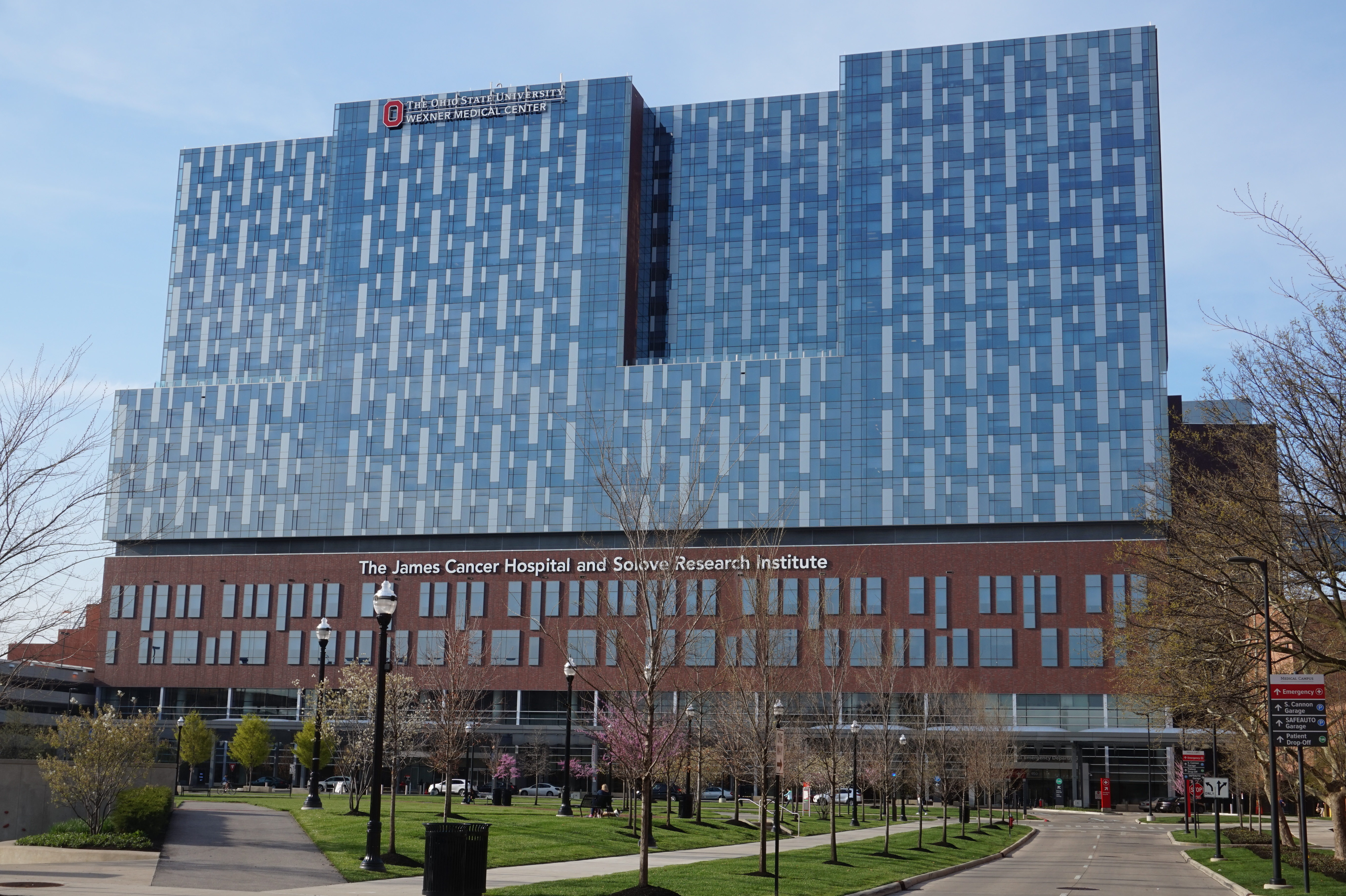
The James Cancer Hospital
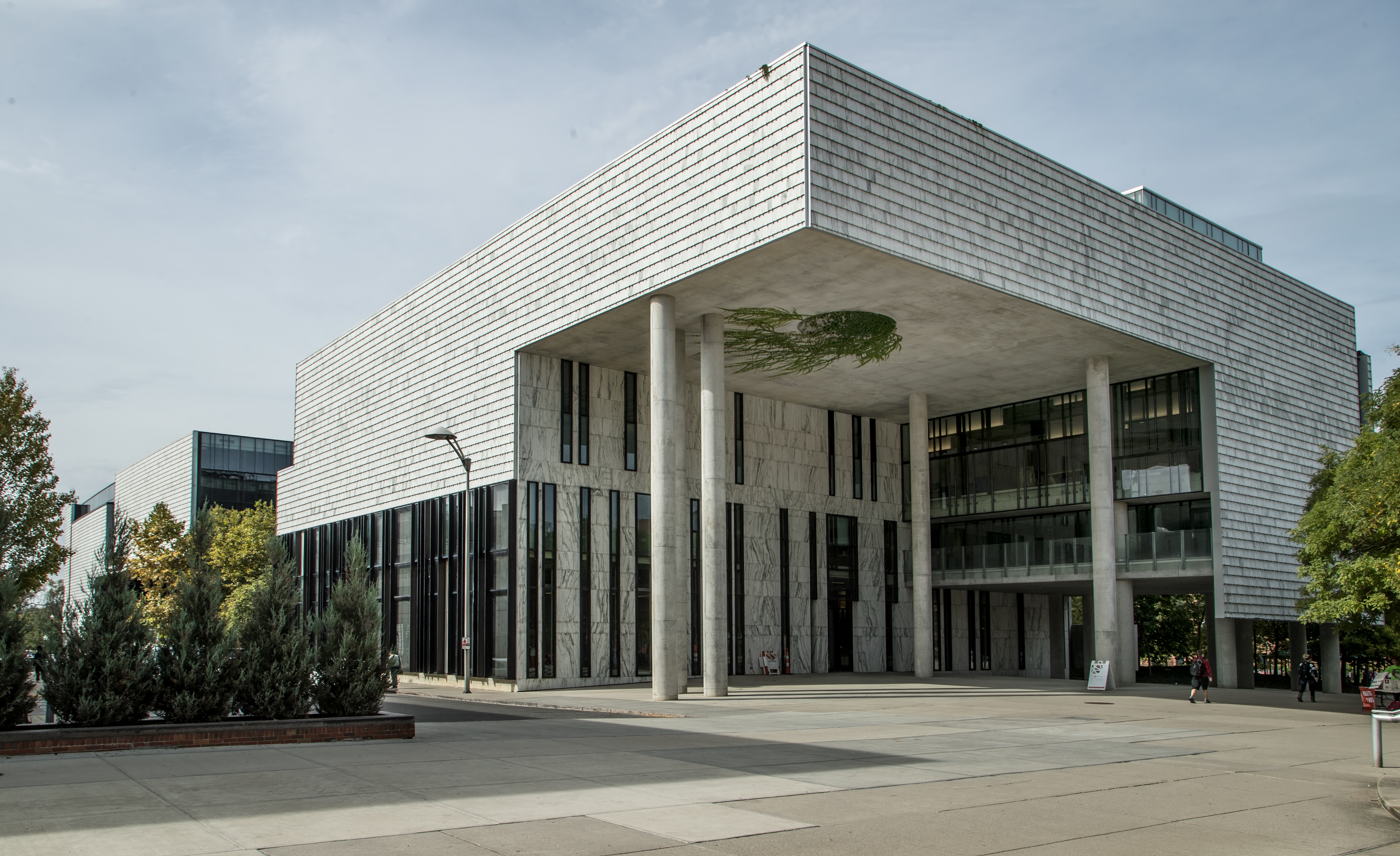
Knowlton Hall
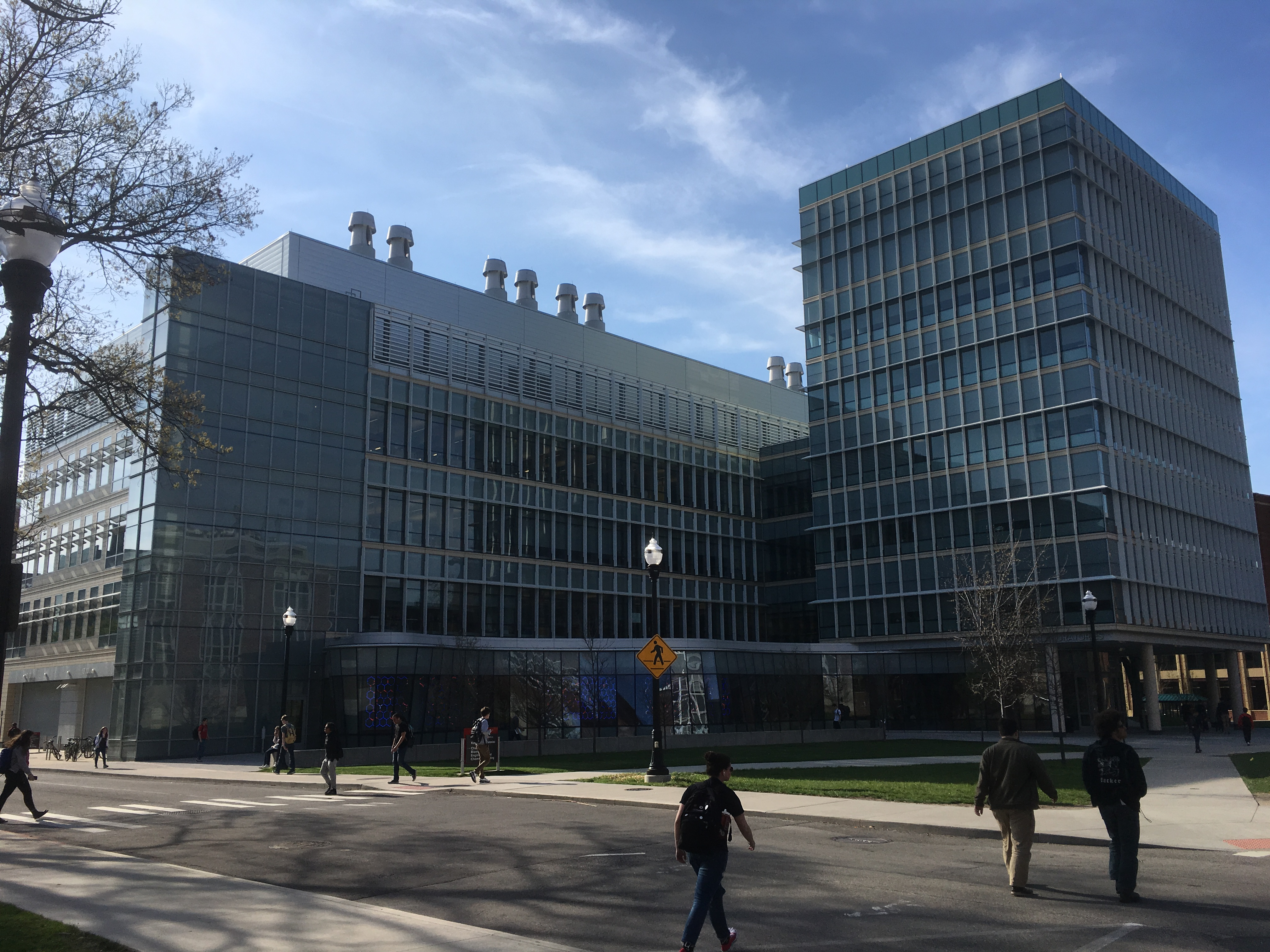
Chemical and Bimolecular Engineering and Chemistry Building
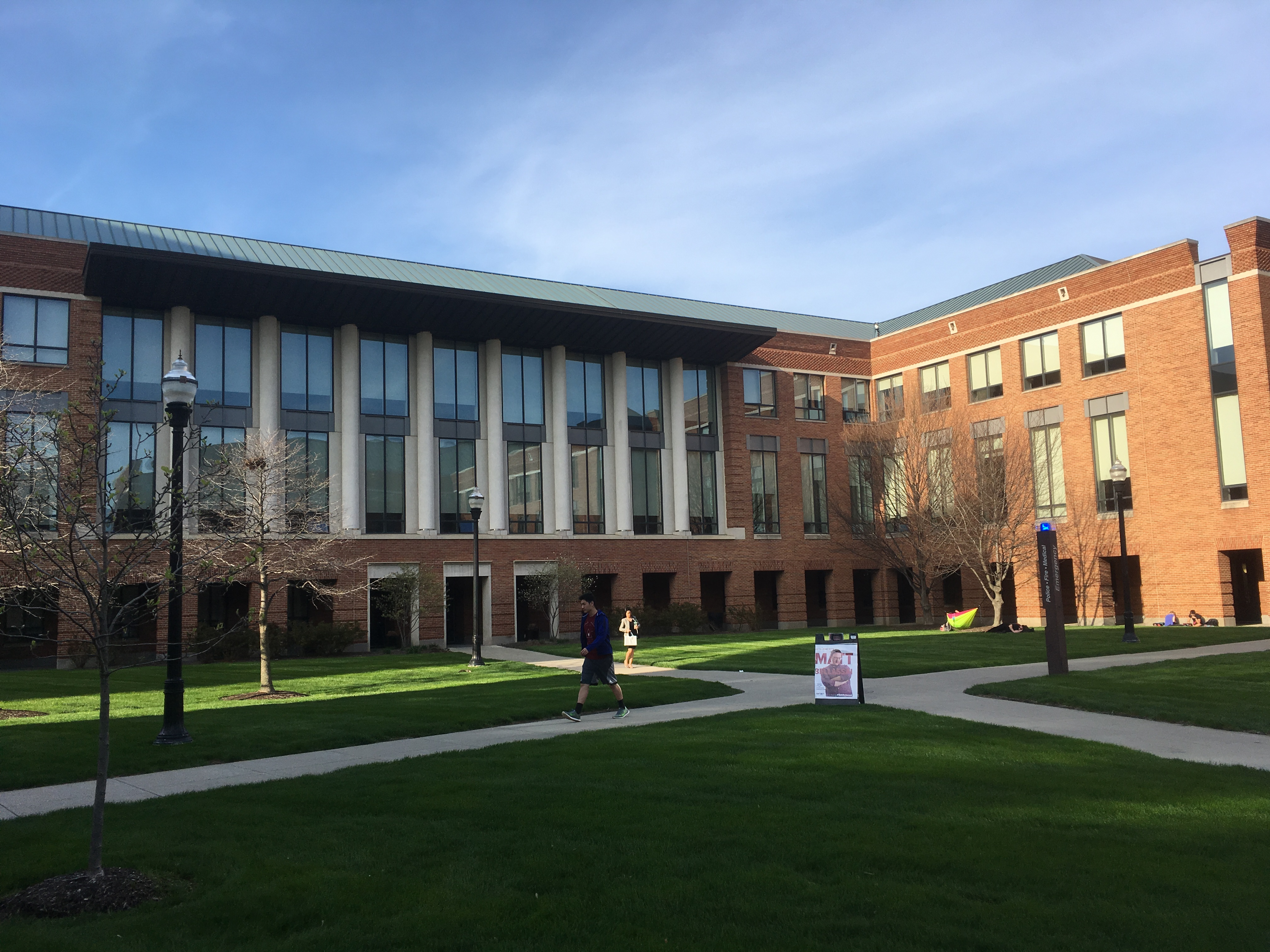
Gerlach Hall
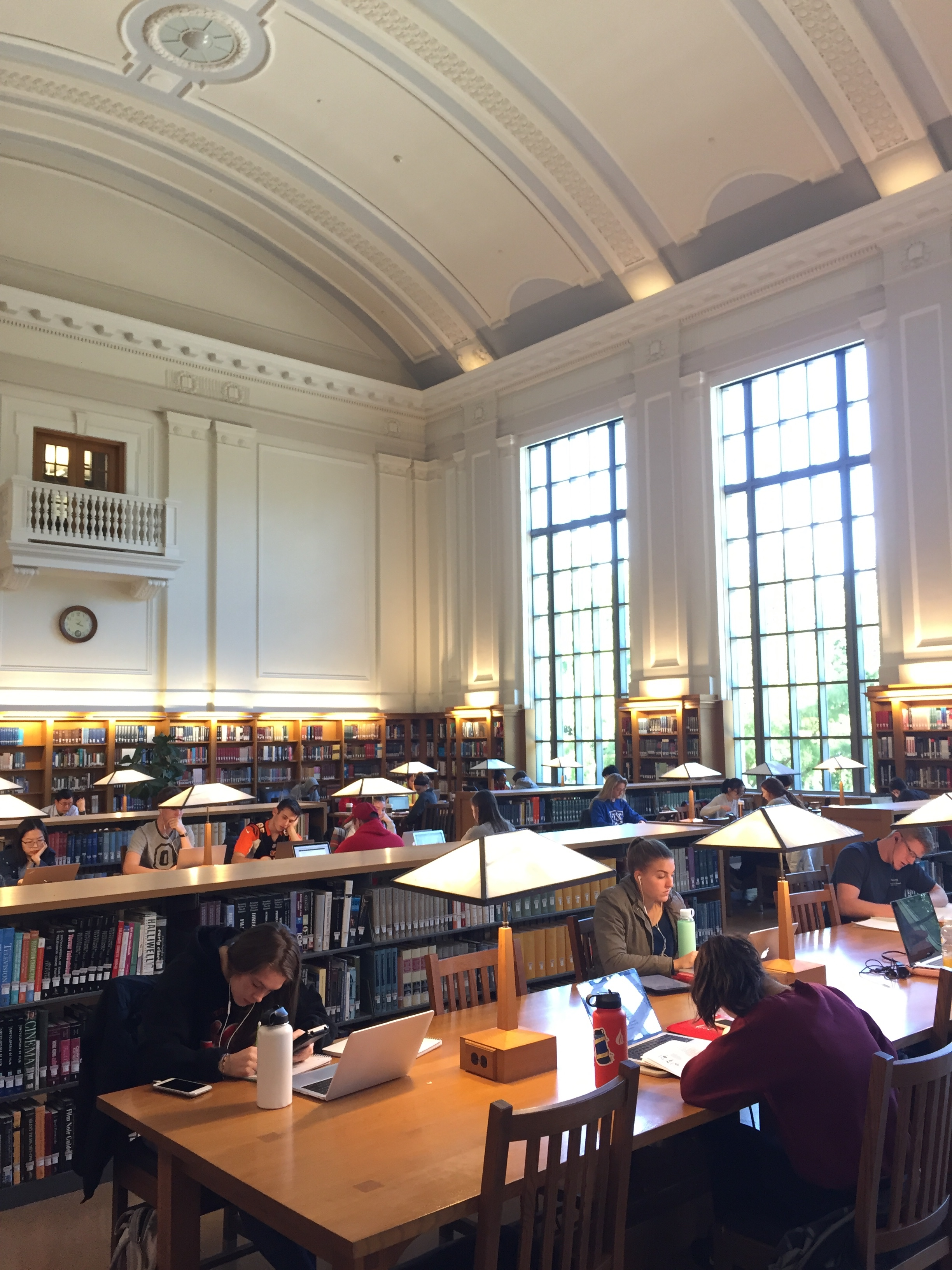
Thompson Library 내부
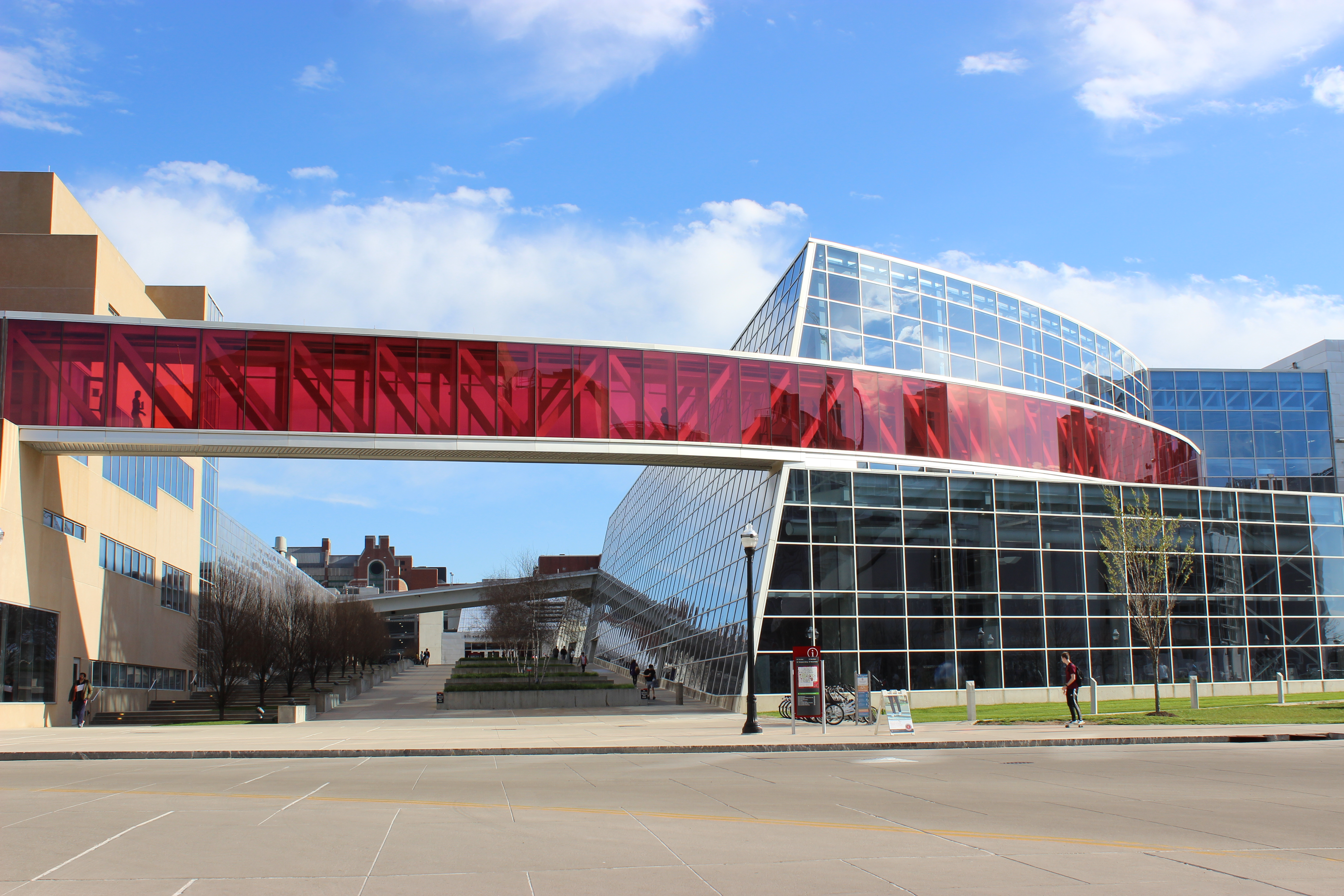
RPAC